# Franz Liszt
Franz Liszt (Raiding, Imperio austríaco, 22 de octubre de 1811-Bayreuth, Imperio alemán, 31 de julio de 1886) fue un compositor austrohúngaro romántico, un virtuoso pianista, director de orquesta, profesor de piano, arreglista y seglar franciscano. Su nombre en húngaro era Liszt Ferencz, según el uso moderno Liszt Ferenc, y desde 1859 hasta 1865 fue conocido oficialmente como Franz Ritter von Liszt.
Liszt se hizo famoso en toda Europa durante el siglo XIX por su gran habilidad como intérprete. Sus contemporáneos afirmaban que era el pianista técnicamente más avanzado de su época y quizás el más grande de todos los tiempos. También fue un importante e influyente compositor, un profesor de piano notable, un director de orquesta que contribuyó significativamente al desarrollo moderno del arte y un benefactor de otros compositores y artistas, intérpretes o ejecutantes, en particular de Richard Wagner, Hector Berlioz, Camille Saint-Saëns, Edvard Grieg y Aleksandr Borodín.
Como compositor, fue uno de los más destacados representantes de la Nueva Escuela Alemana («Neudeutsche Schule»). Compuso una extensa y variada cantidad de obras para piano (rapsodia, estudios, transcripciones, etc.), en estilo concertante para piano y orquesta y también una extensa producción orquestal. Influyó en sus contemporáneos y sucesores, y anticipó algunas ideas y tendencias del siglo XX. Algunas de sus contribuciones más notables fueron la invención del poema sinfónico, desarrollando el concepto de transformación temática como parte de sus experimentos en la forma musical, y hacer desviaciones radicales en la armonía.

## Biografía

### Orígenes
El primer antepasado masculino conocido de Franz Liszt es su bisabuelo, Sebastian List [sic], que fue uno de los miles de siervos germanoparlantes emigrantes que entraron en Hungría desde Baja Austria en la primera mitad del siglo XVIII. Falleció en 1793 en Rajka (Condado de Moson), a la edad de 90 años. El abuelo de Liszt fue capataz en varias fincas de la Casa de Esterházy, sabía tocar el piano, el violín y el órgano. El clan Liszt se dispersó por toda Austria y Hungría y sus miembros fueron perdiendo contacto unos con otros.
Adam Liszt adaptó el apellido familiar List al magiar para facilitar su pronunciación a los húngaros. El padre de Adam, Georg, adoptó el cambio de ortografía a finales de su vida, después de que su nieto lo hiciera famoso.

### Primeros años

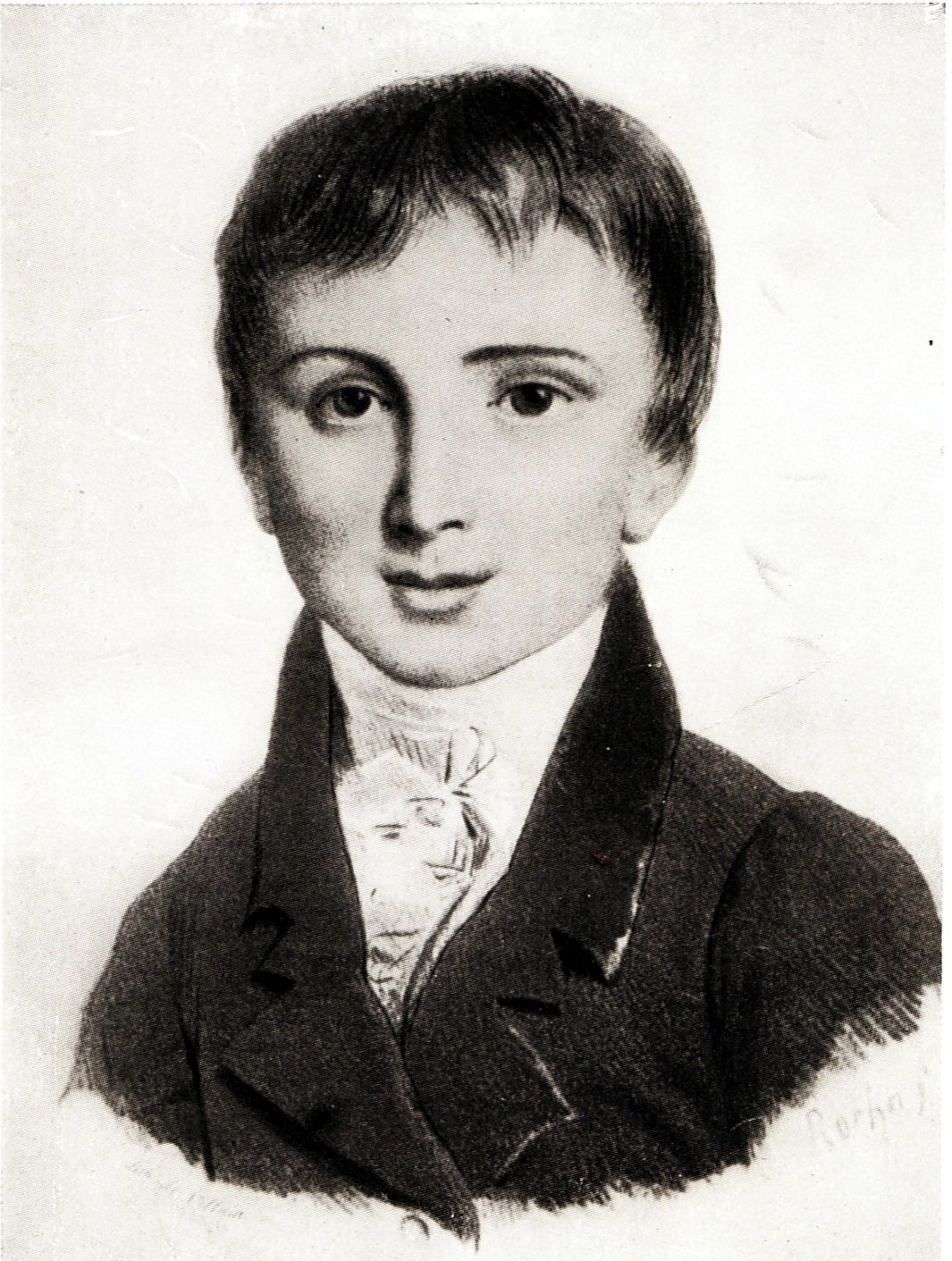
Franz Liszt en su infancia.

Franz Liszt nació el 22 de octubre de 1811 y fue el único hijo de Adam Liszt y Maria Anna Liszt (Langer, en su soltería). Su lugar de nacimiento, el pueblo de Raiding (Condado de Sopron), pertenecía en su momento al Reino de Hungría. El idioma local de Raiding, que ahora se encuentra en el estado austriaco de Burgenland, era el alemán. Así, tanto en su familia como en la escuela a la que iba Liszt únicamente se hablaba dicho idioma. Solo una minoría hablaba húngaro y en asuntos oficiales se utilizaba el latín. Más tarde, Liszt aprendió algo de húngaro en la década de 1870, cuando la población fue obligada a aprenderlo, pero su nivel era muy pobre. Sin embargo, hablaba con fluidez alemán, francés e italiano y algo de inglés.
El padre de Liszt, como amante de la música y miembro de la Society of Dilettanti, tocaba el piano, el violín, el violonchelo y la guitarra. Trabajó al servicio de Nicolás II de Esterházy y conoció personalmente a Joseph Haydn, Johann Nepomuk Hummel y Ludwig van Beethoven, e incluso actuaba de vez en cuando con los dos primeros en la capilla real. A la edad de seis años, Franz Liszt comenzó a escuchar con atención a su padre tocar el piano, al tiempo que mostraba interés por la música sacra y la música romaní. Adam conocía la capacidad musical de su hijo y a los siete años le impartió su primera clase de piano. Franz comenzó a componer de manera elemental cuando tenía ocho años, en 1819, y a hacer improvisaciones. Ese mismo año realizó su primera actuación como pianista. En octubre y noviembre de 1820, a la edad de nueve años, apareció en conciertos en Sopron y Bratislava. Su padre consiguió que Franz fuera presentado ante la Corte de la Casa de Esterházy como niño prodigio.
En el Städtischen Preßburger Zeitung del 28 de noviembre de 1820 se decía:

Verflossenen Sonntag, am 26. dieses Monats, in der Mittagsstunde hatte der neunjährige Franz Liszt die Möglichkeit, sich vor einer zahlreichen Versammlung des hiesigen hohen Adels und mehrerer selbsternannter Künstler, in der Wohnung des hochgeborenen Grafen Michael Esterházy auf dem Klavier vorzustellen. Die außerordentliche Fertigkeit dieses jungen Künstlers, sowie auch dessen schneller Überblick im Lesen der schwersten Stücke, indem er alles, was man ihm vorlegte, vom Blatt spielte, erregte allgemeine Bewunderung.
El pasado domingo, el 26 de este mes, al mediodía, tuvo Franz Liszt, de nueve años de edad, la posibilidad de presentarse como pianista ante una concurrida reunión de la alta aristocracia local y de muchos autoproclamados artistas en la casa del ilustre conde Michael Esterházy. La extraordinaria destreza de este joven artista, así como su rapidez y facilidad para leer las piezas más complicadas de un vistazo mientras se las iban colocando, causó una verdadera admiración.

Adam consiguió fondos de la nobleza para la educación de su hijo en Viena a manos de Karl Czerny, discípulo de Beethoven y Hummel. Franz también estudió composición con Antonio Salieri en la época en la que fue director musical en la corte vienesa. Adam había intentado previamente que Hummel fuese profesor de Franz, pero los honorarios de este eran demasiado altos para la familia Liszt. Por el contrario, Czerny aceptó dar a Liszt clases diarias de forma gratuita. Su debut en público en Viena tuvo lugar el 1 de diciembre de 1822, en un concierto en el Landständischer Saal, que fue un gran éxito. Fue recibido en los círculos aristocráticos de Austria y Hungría y también se reunió con Beethoven y Schubert. En la primavera de 1823, Adam pidió al príncipe Esterházy que prolongara el permiso de ausencia de un año que tenía durante dos años más. Ante la negativa del príncipe, dejó de estar bajo su servicio. A finales de abril, la familia regresó a Hungría por última vez porque Adam quería presumir por su brillante hijo ante sus compatriotas en varios conciertos que tuvieron lugar en Pest. A finales de mayo, la familia regresó de nuevo a Viena.
Hacia finales de 1823 o principios de 1824, se publicó la primera composición de Liszt, una Variación sobre un vals de Diabelli (ahora S.147), que era la variación número 24 de la parte II de la Vaterländischer Künstlerverein (Asociación patriótica de los artistas). Esta antología, realizada por encargo de Anton Diabelli, estaba formada por cincuenta variaciones sobre su vals, compuestas por cincuenta compositores diferentes (en la segunda parte). La Parte I está formada por treinta y tres variaciones de Beethoven sobre el mismo tema, que son conocidas como Variaciones Diabelli, Op. 120.

### Niño prodigio

Retrato de Franz Liszt en 1824.

El 20 de septiembre de 1823, la familia Liszt abandonó Viena para dirigirse a París. Por el camino, Liszt dio conciertos en Múnich, Augsburgo, Stuttgart y Estrasburgo para su sustento y el de su familia. En Miesich se consideraba que poseía un talento similar al de Wolfgang Amadeus Mozart cuando era niño. Finalmente, el 11 de diciembre de 1823, la familia llegó a París. Al día siguiente, Adam Liszt junto con su hijo fue al conservatorio de la ciudad, esperando que el niño fuera aceptado como estudiante. Luigi Cherubini, director del centro, les dijo que, de acuerdo con una nueva norma que él mismo había instaurado, sólo se permitía estudiar en el Conservatorio de París a ciudadanos franceses. Por tanto, Adam Liszt se convirtió en el maestro de piano de su hijo. Franz practicaba con escalas y estudios con un metrónomo y también interpretaba una serie de fugas de Johann Sebastian Bach todos los días, transponiéndolas a diferentes tonalidades.
Liszt aprendió francés de forma rápida y se convirtió en su idioma principal. Adquirió un piano fabricado por Sébastien Érard, dotado con el sistema de «doble escape», un mecanismo entonces pionero. Interpretó en círculos privados y dio conciertos el 7 de marzo y 12 de abril de 1824, en el Theâtre italienne, de tal manera que su popularidad aumentó rápidamente. Era muy conocido en París como petit Liszt («pequeño Liszt»). En 1824, 1825 y 1827, visitó Inglaterra junto con su padre, donde era conocido como «maestro Liszt».
Desde 1824, Liszt estudió composición con Anton Reicha y Ferdinando Paër. De las cartas de Adam Liszt se sabe que su hijo había compuesto varios conciertos, sonatas, obras de música de cámara y muchas obras más. Mientras que casi todas ellas se han perdido, se publicaron algunas obras para piano de 1824. Estas piezas fueron escritas en el estilo común de la escuela vienesa de la época. Había tomado las obras de su antiguo maestro Czerny como modelo, que más tarde los virtuosos rivales de Liszt Sigismund Thalberg y Theodor Döhler también emularon. La respuesta a estas primeras obras fue desalentadora. En la primavera de 1824, con la ayuda de Paër, Liszt comenzó a componer una ópera, Don Sanche, ou Le château de l'amour (Don Sancho, o el castillo del amor). Dirigida por Rodolphe Kreutzer y con Adolphe Nourrit interpretando el papel de Don Sanche, la ópera se estrenó el 17 de octubre de 1825 en la Académie Royale de Musique, pero sin éxito. Liszt después se sintió atraído en una dirección diferente. Empezó a perder el interés por la música y pasaba mucho tiempo con las ideas religiosas. Sin embargo, fue obligado por su padre para seguir dando conciertos. En 1826, en Marsella, empezó a componer estudios originales. Planeó componer cuarenta y ocho piezas, pero solo doce fueron realizadas y publicadas como su opus 6.
En el verano de 1827, Liszt enfermó. Adam Liszt fue con su hijo a Boulogne-sur-Mer, una ciudad balneario junto al Canal de la Mancha. Mientras Liszt se estaba recuperando, su padre cayó enfermo de tifus y falleció el 28 de agosto de ese mismo año. Fue enterrado en Boulogne y Franz nunca visitó su tumba.
Con la muerte de su padre, la carrera concertística de Liszt como niño prodigio terminó. Años más tarde, el propio compositor tendría siempre una actitud escéptica con respecto a su carrera como niño prodigio. Si bien había ganado mucho dinero y un nombre destacado, no había tenido oportunidad de desarrollar su educación en general. Suplió esta carencia mediante la lectura intensa. A partir de la década de 1830, comenzó a leer vorazmente y para el momento de su muerte, en 1886, había adquirido varios miles de libros. Escribió a Lina Ramann, en marzo de 1880, sobre su obra compositiva como niño prodigio, afirmando que nada había conseguido porque no había nada en ella. Según creía, tanto para jóvenes como para viejos compositores siempre era mejor que los manuscritos se perdieran.

### Adolescencia en París

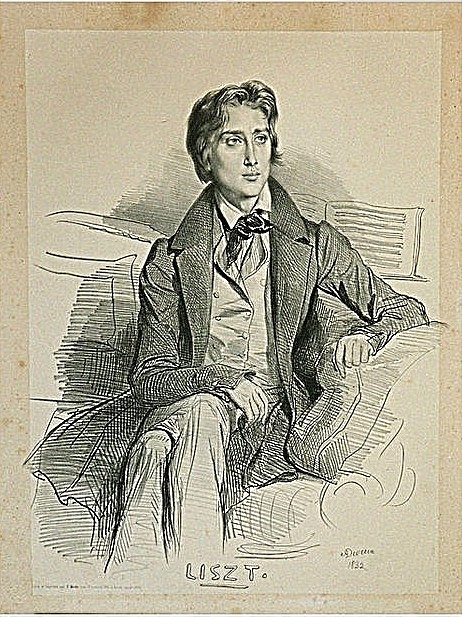
Litografía de Franz Liszt en 1832.

Después de la muerte de su padre, Liszt regresó a París y, durante los siguientes cinco años, vivió con su madre en un pequeño apartamento. Renunció a viajar y, para ganar dinero, comenzó a impartir clases de piano y composición, a menudo desde primeras horas de la mañana hasta la noche. Sus alumnos estaban dispersos por toda la ciudad y, a menudo, tenía que recorrer largas distancias para visitarlos. Debido a ello, en ocasiones el compositor se sentía inseguro y también adquirió el hábito de fumar y beber, hábitos que lo acompañarían durante toda su vida.
Al año siguiente, se enamoró de una de sus alumnas, Caroline de Saint-Cricq, la hija del que a la sazón era ministro de comercio de Carlos X. Sin embargo, su padre insistió en que el romance no fructificara. Liszt volvió a caer enfermo (incluso se llegó a publicar una nota necrológica en un periódico de París) y sufrió un largo periodo de dudas religiosas y pesimismo. Volvió a declarar su deseo de unirse a la Iglesia católica, pero fue disuadido, esta vez por su madre. Tenía muchas discusiones con Félicité Robert de Lamennais, que actuaba como su padre espiritual, y también con Chrétien Urhan, un violinista de origen alemán, que lo introdujo en el sansimonismo. Urhan también escribió música que era anti-clásica y muy subjetiva, con títulos como Elle et moi, La Salvation angélique y Les Regrets, y pudieron estimular los gustos del joven Liszt por el Romanticismo musical. Igualmente importante para él fue la seria defensa que hizo Urhan de Franz Schubert, que pudo haber estimulado su propia devoción a lo largo de su vida por la música del compositor vienés.
Durante ese periodo, el compositor leyó mucho para paliar las carencias en su educación en general y pronto entabló contacto con muchos de los autores y artistas destacados de la época, incluyendo a Victor Hugo, Alphonse de Lamartine y Heinrich Heine. No compuso prácticamente nada en esos años. Sin embargo, la Revolución de julio de 1830 le inspiró para esbozar una sinfonía revolucionaria basada en los sucesos de esos «tres días gloriosos» y tomó un gran interés en los acontecimientos que lo rodearon. Conoció a Hector Berlioz el 4 de diciembre de 1830, el día después del estreno de la Sinfonía fantástica. La música de Berlioz causó una fuerte impresión en él, especialmente después, cuando escribió composiciones para orquesta. También heredó de Berlioz la cualidad «diabólica» de muchas de sus obras.

### Influencia de Paganini

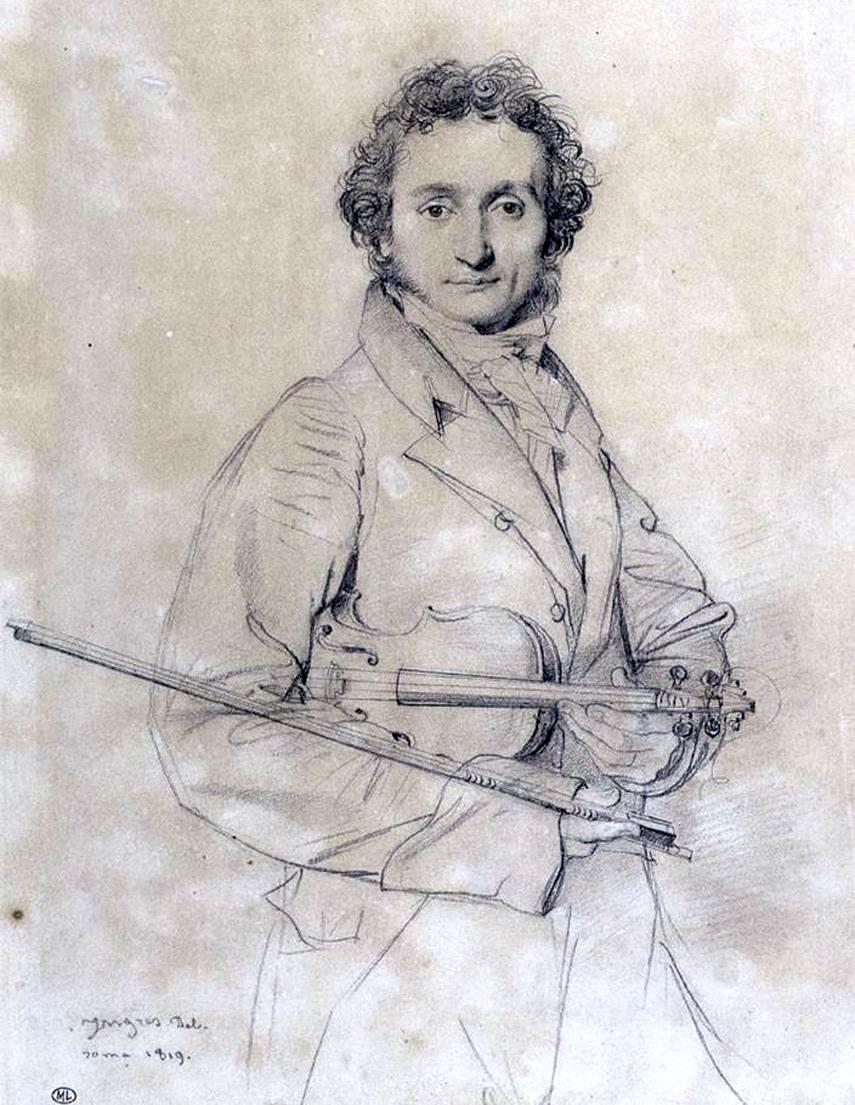
Una interpretación de Niccolò Paganini con el violín inspiró a Liszt para convertirse en un gran virtuoso del piano.

Tras asistir a un concierto de Niccolò Paganini el 20 de abril de 1832 a beneficio de las víctimas de la epidemia de cólera en París, Liszt tomó la determinación de convertirse en un gran virtuoso del piano, como lo era Paganini del violín. La ciudad se había convertido en el nexo de las actividades pianísticas, con docenas de pianistas dedicados a la perfección de la técnica al teclado. Algunos, como Sigismund Thalberg y Alexander Dreyschock, centrados en los aspectos específicos de la técnica (por ejemplo, el «efecto tres manos» y octavas, respectivamente). Aunque esta escuela de interpretación pianística fue llamada «trapecio volante», esta generación de pianistas también resolvió algunos de los problemas más difíciles de la técnica del instrumento, aumentando el nivel general de interpretación a cotas inimaginables anteriormente. La fuerza y capacidad de Liszt de destacar en este grupo se encontraba en el dominio de todos los aspectos de la técnica pianística cultivados por separado y con asiduidad por sus rivales.
Liszt pasó años estudiando las posibilidades del piano del mismo modo que Beethoven lo había hecho en su juventud, pero con un piano mucho más moderno y que evolucionaba año tras año, sobre todo gracias a la investigación que el fabricante Érard dedicaba al instrumento con la colaboración de pianistas y músicos de relieve, como el propio Franz.
En 1833, realizó transcripciones de varias obras de Berlioz, incluyendo la Sinfonía fantástica. Su principal motivo para hacerlo fue, especialmente con la Sinfonía, ayudar al empobrecido Berlioz, cuya sinfonía permanecía desconocida y sin publicar. Liszt asumió los gastos de la publicación de la transcripción y la interpretó varias veces para ayudar a popularizar la partitura original. También entabló amistad con un tercer compositor que lo influyó, Frédéric Chopin; bajo su influencia, el lado poético y romántico de Liszt comenzó a desarrollarse. En esa época, compuso varias obras o piezas basadas en otras de Paganini, como los Grandes Études de Paganini S. 140 (1838-1839) o Grande Fantaisie de bravoure sur La Clochette S.420 (1832-1834).
En París, conoció a otro gran maestro del piano, Sigismund Thalberg. Liszt convenció a una de sus admiradoras, la princesa Belgiojoso, para que apadrinara un duelo pianístico entre los dos principales intérpretes del momento. El 31 de marzo de 1837, ante un público de entendidos, tuvo lugar el duelo y la princesa Belgiojoso sentenció que «Thalberg es el primer pianista del mundo, Liszt es único». Aunque los críticos de la época dijeron que el encuentro se había saldado con «dos ganadores y ningún perdedor», Alan Walker afirma que en realidad el vencedor del duelo fue Liszt.

### Relación con la condesa Marie d'Agoult

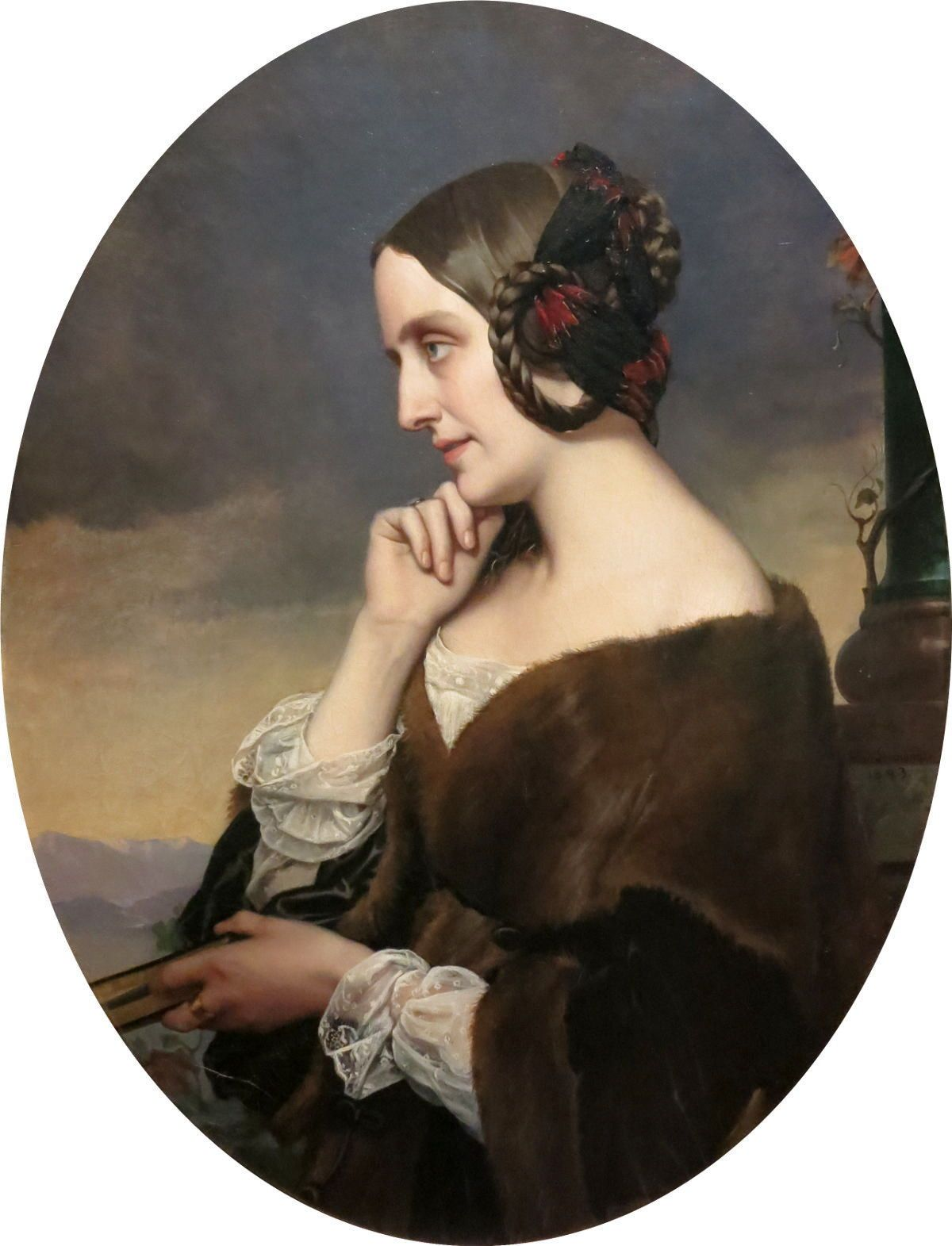
Marie d'Agoult en 1843, retrato de Henri Lehmann.

Liszt mantuvo una relación estable con la condesa Marie d'Agoult entre 1833 y 1844, con la que tuvo dos hijas (Blandina Rachel y Cósima Francesca Gaetana, que llegaría a ser la esposa de Hans von Bülow primero y luego de Richard Wagner) y un hijo (Daniel). Además, a finales de abril de 1834 conoció a Félicité Robert de Lamennais. Bajo la influencia de ambos, la producción creativa de Liszt explotó. Ese mismo año debutó como compositor maduro y original con sus composiciones para piano Harmonies poétiques et religieuses y el conjunto de tres Apparitions. Estas fueron todas las obras poéticas que contrastaban fuertemente con las fantasías que había escrito anteriormente.
En 1835, la condesa abandonó a su marido y su familia para unirse a Liszt en Ginebra; su hija Blandina nació allí el 18 de diciembre. Liszt impartió clases en el recién fundado Conservatorio de Ginebra, escribió un manual de técnica de piano (que más tarde se perdió) y contribuyó escribiendo ensayos para la Revue et gazette musicale de París. En estos ensayos, defendió la mejora de la condición del artista desde funcionario a miembro respetado de la comunidad.
Durante los siguientes cuatro años, el compositor y la condesa vivieron juntos, principalmente en Suiza e Italia, donde nació su hija Cósima en la ciudad de Como, y realizaron visitas ocasionales a París. El 9 de mayo de 1839, nació el único hijo el matrimonio, Daniel, pero ese otoño las relaciones entre ambos se volvieron tensas. Liszt oyó que los planes para el monumento en honor a Beethoven en Bonn estaban en peligro por la falta de fondos y prometió su apoyo. Hacerlo significaba su vuelta a la vida de giras como virtuoso. La condesa volvió a París con sus hijos, mientras que el pianista dio seis conciertos en Viena y después realizó una gira por Hungría.

### Giras como virtuoso

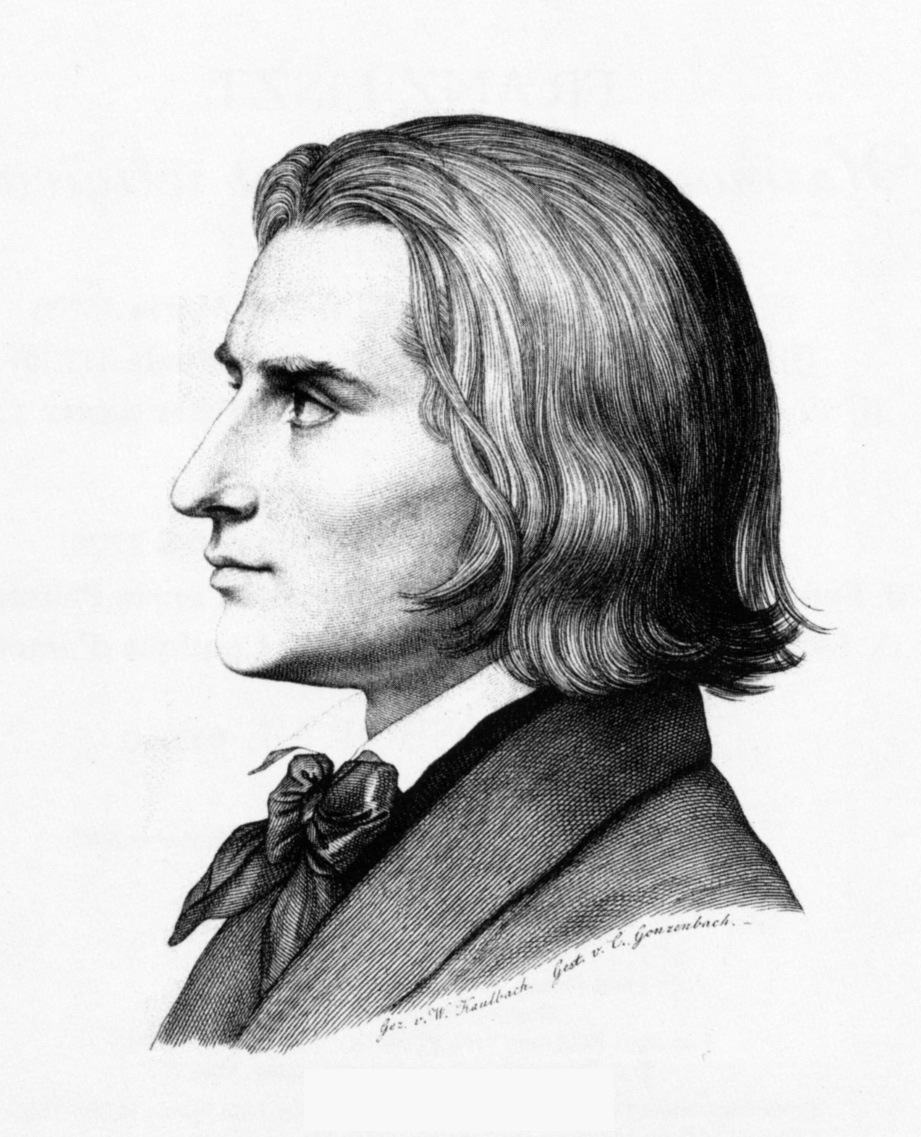
Liszt en 1843.

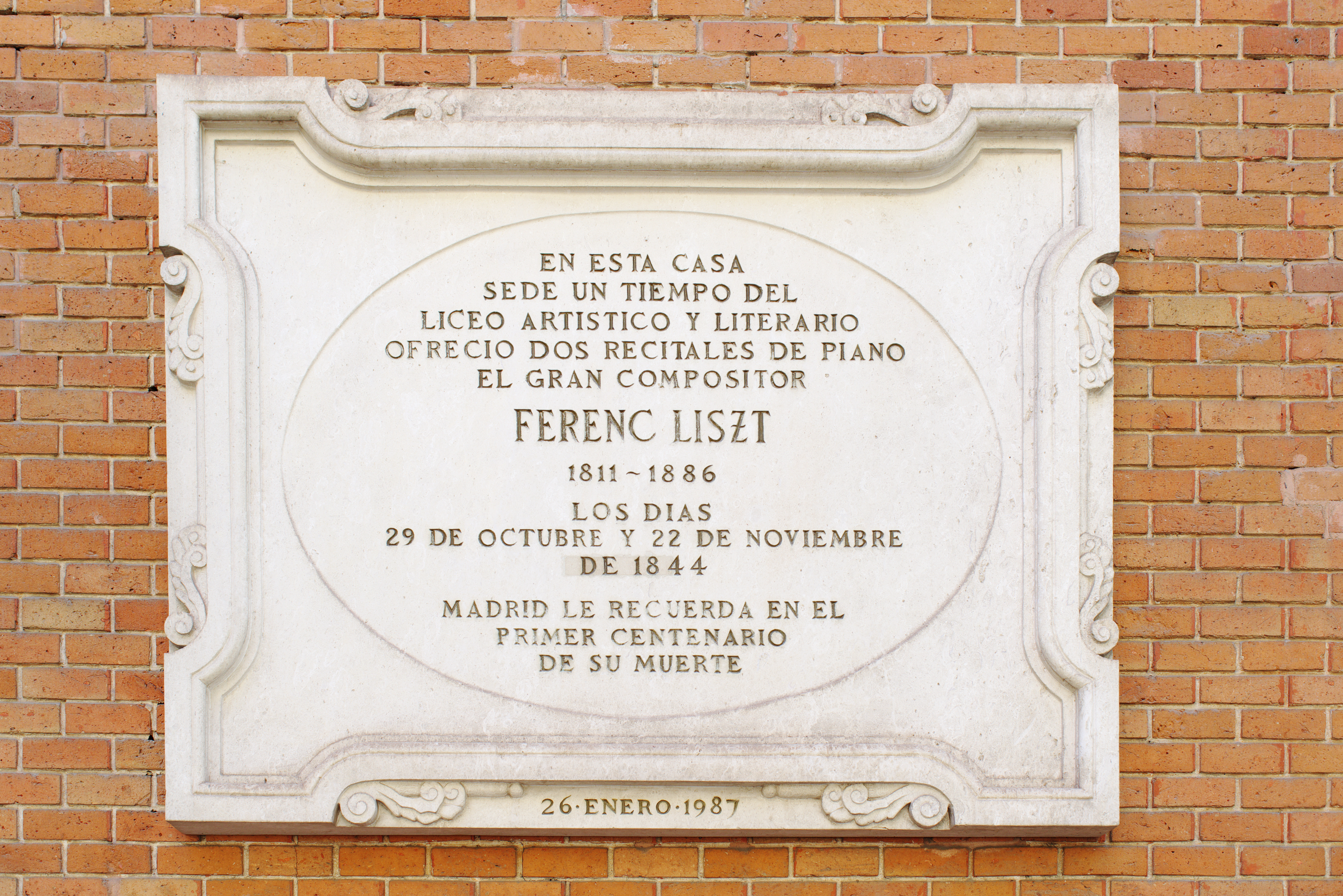
Placa conmemorativa de Liszt de su paso por Madrid.

Entre 1840 y 1847, Liszt decidió hacer giras de conciertos por Europa. Además, en 1840 inventó el recital de piano tal y como se conoce hoy en día, y empezó también a desarrollar vagamente su faceta como director de orquesta. Sus viajes le llevaron a conocer prácticamente toda Europa, llegando a ciudades tan distantes como Sevilla, Valencia y Moscú. Pasó las vacaciones con la condesa y sus hijos en la isla de Nonnenwerth en el Rin en los veranos de 1841 y 1843. En la primavera de 1844, la pareja se separó definitivamente. Ese fue el periodo como pianista de conciertos más brillante de Liszt: recibió honores y fue adulado por todos los sitios por los que pasó. Consta que en 1844 dio dos recitales en Madrid, en el palacio de Villahermosa, actual sede del Museo Thyssen-Bornemisza (lo recuerda una placa en su fachada de la Carrera de San Jerónimo). Dado que el pianista aparecía tres o cuatro veces a la semana en conciertos, se podría suponer que se presentó en público más de un millar de veces durante este periodo de ocho años. Además, su gran fama como pianista, que mantendría mucho después de que se retirara oficialmente de los escenarios, se basó principalmente en sus logros durante esta época.
Después de 1842, la «Lisztomanía» recorrió toda Europa. La acogida que Liszt obtenía como resultado era cercana a la histeria colectiva. Las mujeres se peleaban por sus pañuelos de seda y guantes de terciopelo, que hacían trizas, como recuerdos. Ayudaba a fomentar este ambiente la personalidad magnética del artista y su presencia en el escenario. Muchos de los testigos declararon más tarde que la forma de interpretar del pianista elevó el estado de ánimo de los asistentes a un nivel de éxtasis místico.

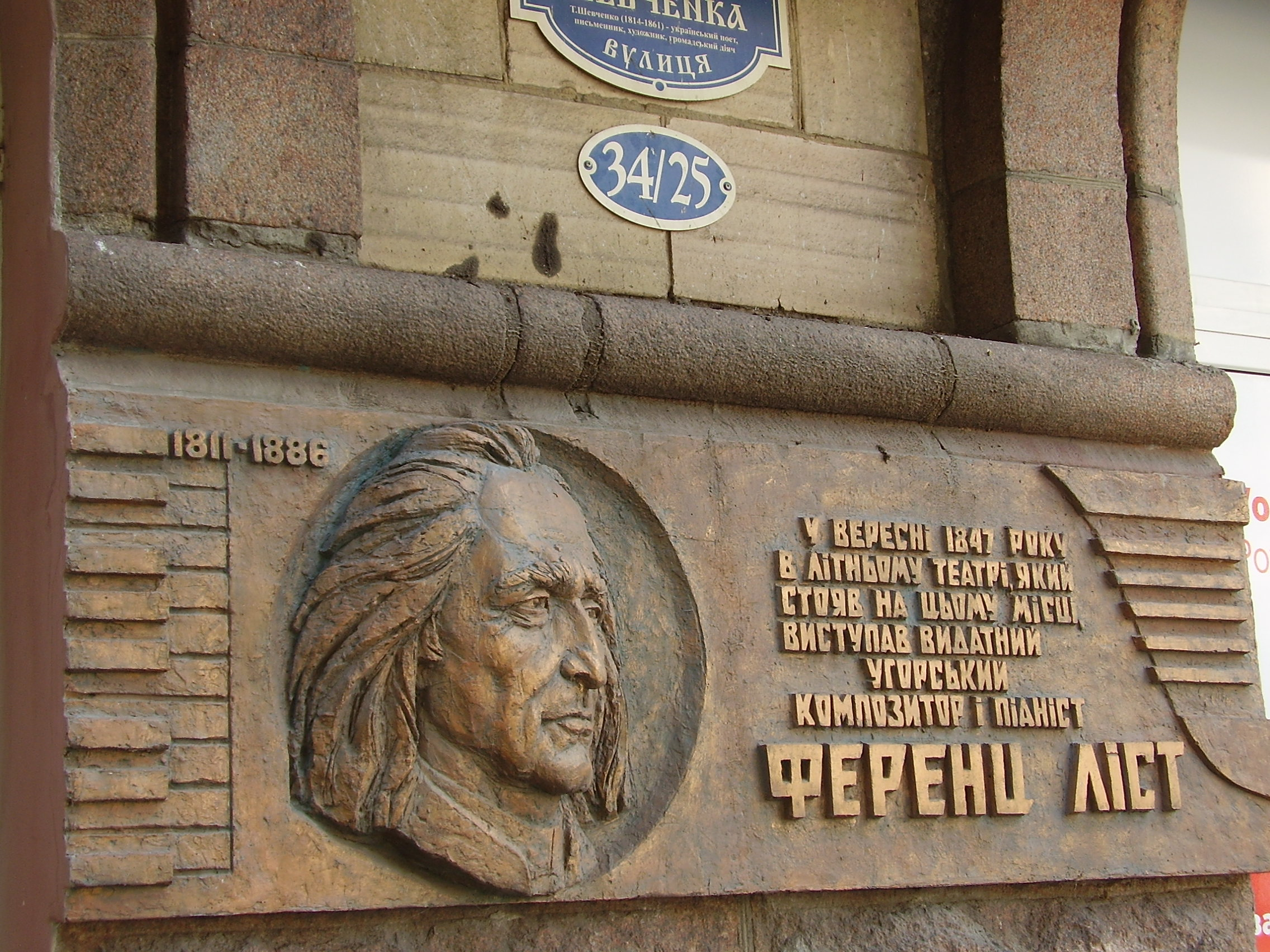
Placa conmemorativa en el lugar donde actuó, Kropivnitski, Ucrania

También contribuyó al aumento de su reputación el hecho de que el pianista donara gran parte de sus ingresos a la caridad y causas humanitarias. De hecho, Liszt había ganado tanto dinero durante sus más de cuarenta años que prácticamente todos sus honorarios de interpretaciones a partir de 1857 estuvieron destinados a fines caritativos. Si bien su colaboración para la construcción del monumento a Beethoven y la Escuela Nacional de Música húngara son bien conocidos, también realizó generosas donaciones al fondo de construcción de la catedral de Colonia, el establecimiento de un gymnasium en Dortmund y la construcción de la iglesia Leopold en Pest. También hizo donaciones privadas a los hospitales, escuelas y organizaciones benéficas, como la del Fondo de Pensiones de Músicos de Leipzig. Cuando se enteró del gran incendio de Hamburgo, que duró tres días en mayo de 1842 y destruyó gran parte de la ciudad, dio conciertos en ayuda de los miles de personas sin hogar de la ciudad.

### Estancia en Weimar

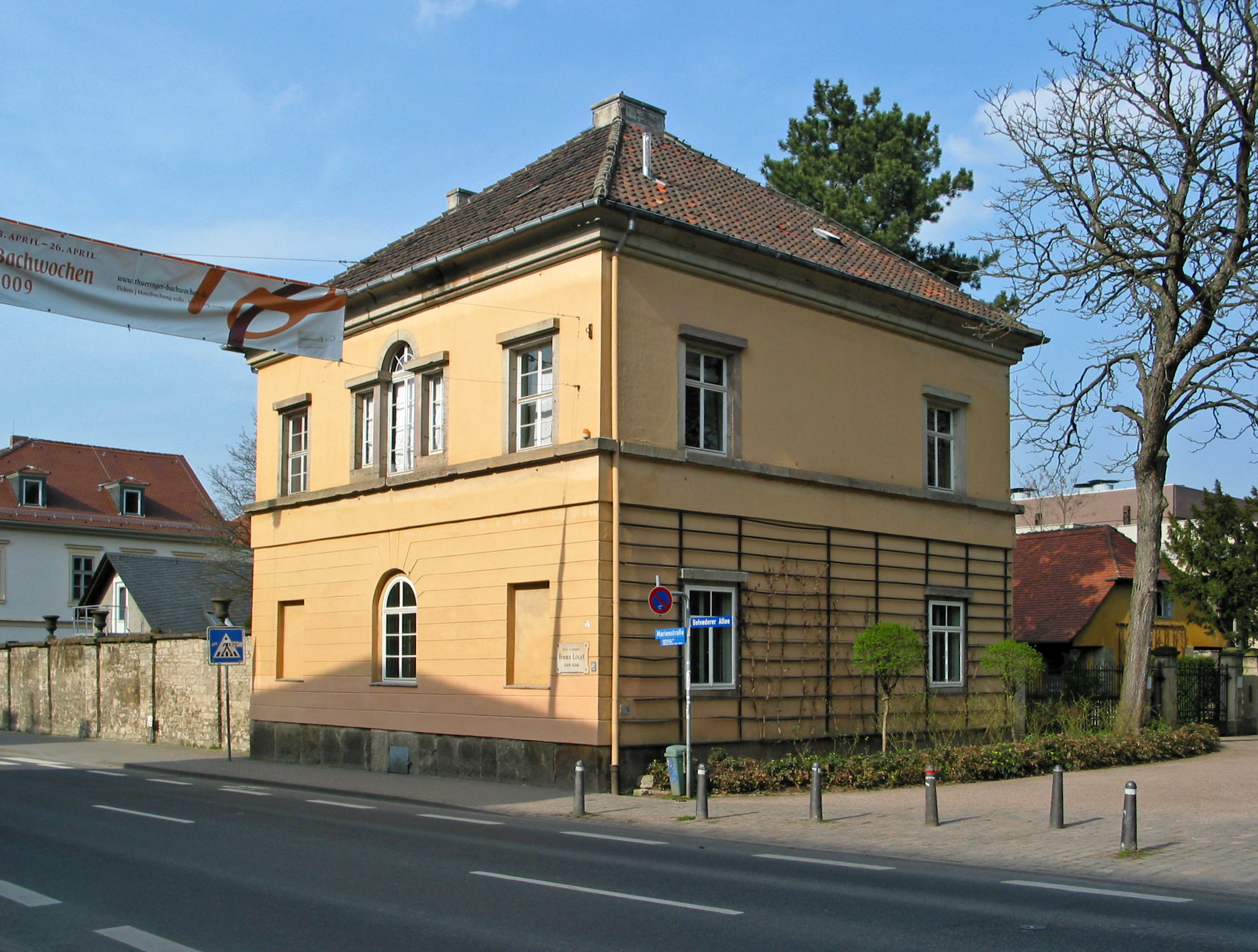
Casa en la que residió Franz Liszt durante su estancia en Weimar.

En febrero de 1847, Liszt actuó en Kiev. Allí conoció a la princesa Carolyne zu Sayn-Wittgenstein, que permaneció junto a él durante la mayor parte del resto de su vida. Ella lo convenció para concentrarse en la composición, lo que significaba renunciar a su carrera como viajante virtuoso. Después de una gira por los Balcanes, Turquía y Rusia ese verano, Liszt dio su último concierto de pago en Elizavetgrad en septiembre. Pasó el invierno con la princesa en su finca en Woronince. Al retirarse del circuito de conciertos a los treinta y cinco años, cuando aún estaba en la cúspide de su carrera, Liszt logró mantener sin tacha la leyenda de su forma de tocar.
Al año siguiente, Liszt aceptó una invitación de larga duración de la Gran Duquesa María Pávlovna de Rusia para establecerse en Weimar, donde había sido nombrado maestro de capilla extraordinario en 1842, permaneciendo allí hasta 1861. Durante este periodo, ejerció como director de orquesta en los conciertos de la corte y en ocasiones especiales en el teatro. Dio clases a varios pianistas, entre ellos el gran virtuoso Hans von Bülow, que se casó con su hija Cósima en 1857 (años después, esta se casaría en segundas nupcias con Richard Wagner). También escribió artículos en defensa de Berlioz y Wagner. Por último, Liszt tuvo tiempo suficiente para componer y durante los siguientes doce años revisó o produjo las piezas orquestales y corales sobre la que recae principalmente su reputación como compositor. Sus esfuerzos a favor de Wagner, que entonces estaba exiliado en Suiza, culminaron con el estreno de Lohengrin en 1850.
La princesa Carolyne vivió durante estos años en Weimar con Liszt y estuvo a punto de casarse con el compositor en 1861. Ambos eran católicos y quisieron contraer matrimonio y regularizar, así, su situación; sin embargo, ella había estado casada anteriormente y su marido todavía estaba vivo, por lo que tuvo que convencer a las autoridades eclesiásticas de que su matrimonio con él no había sido válido. Después de un intrincado proceso, en septiembre de 1860 les concedieron el permiso para contraer matrimonio. La pareja planeó casarse en Roma, para el quincuagésimo cumpleaños del compositor, el 22 de octubre de 1861. Liszt llegó a Roma el día anterior, pero el matrimonio no se pudo celebrar ya que, al parecer, el marido de la princesa y el zar de Rusia, Alejandro II, habían conseguido anular el permiso del Vaticano que permitía el matrimonio.
En los años en Weimar, Liszt se centró en desarrollar su faceta compositiva y de esta época destacan, entre otras, su Sonata en si menor para piano, doce de sus Poemas sinfónicos, su Missa Solemnis, la Fantasía y fuga sobre el motivo BACH y la revisión y edición final de numerosas obras, como los Estudios de ejecución trascendental o sus conciertos para piano y orquesta n.º 1 y n.º 2.

### Estancia en Roma

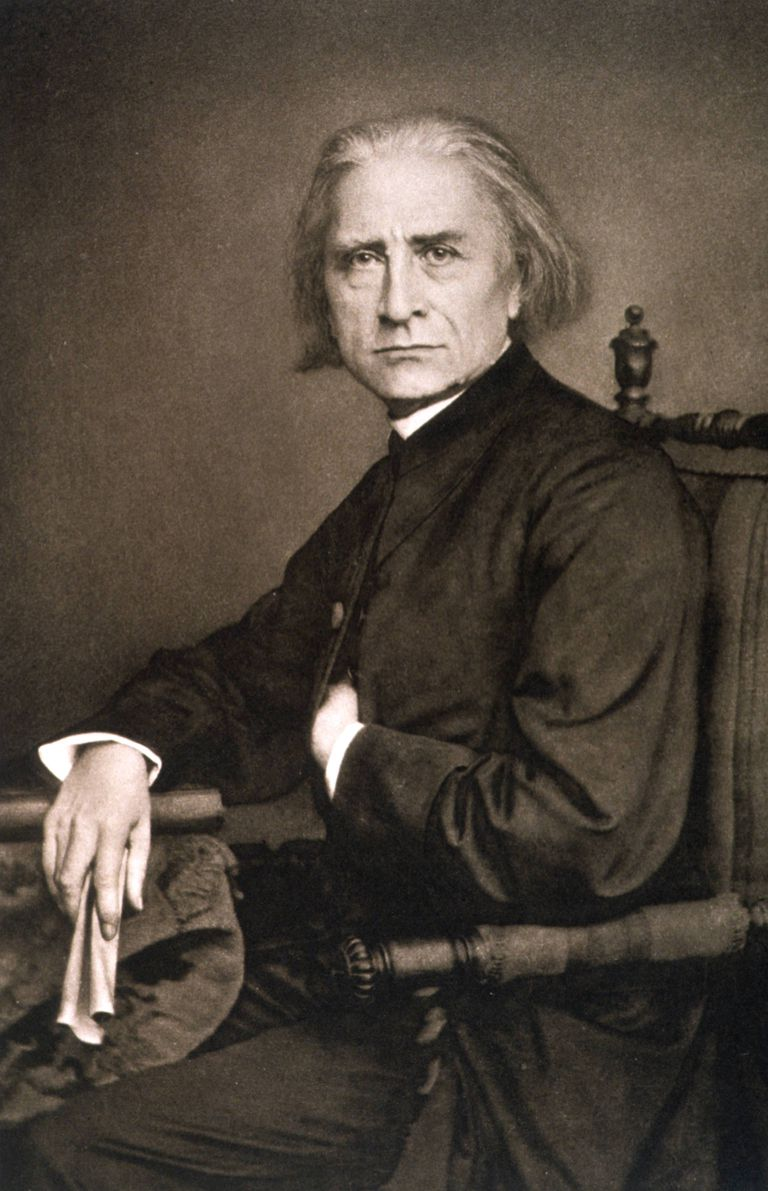
Franz Liszt en 1870.

La década de 1860 fue un periodo de grandes catástrofes en la vida privada del compositor. El 13 de diciembre de 1859, falleció su hijo Daniel y el 11 de septiembre de 1862, su hija Blandina también murió. En cartas posteriores a sus amigos, anunciaba que se retiraría a una vida solitaria. La encontró en el monasterio de la virgen del Rosario, a las afueras de Roma, donde estableció su residencia en un pequeño y espartano apartamento el 20 de junio de 1863, uniéndose a la Orden Franciscana el 23 de junio de 1857.
El 25 de abril de 1865 recibió la tonsura de manos del cardenal Hohenlohe, por lo que en ocasiones fue llamado Abbé Liszt. Recibió las cuatro órdenes menores el 31 de julio del mismo año: ostiario, lector, exorcista y acólito. El 14 de agosto de 1879 se hizo honorario del canónigo de Albano. El título de «abbé», el equivalente en francés de «padre», recuerda a un título de cortesía del siglo XVIII, con el que se denominaba con frecuencia a los hombres que habían recibido las órdenes menores; Liszt nunca fue ordenado sacerdote.
En algunas ocasiones, Liszt formó parte de la vida musical de Roma. El 26 de marzo de 1863, en un concierto en el Palazzo Altieri, dirigió un programa de música sacra, donde se interpretaron el «Seligkeiten» de su Christus-Oratorio y su Cantico del Sol di Francesco d'Assisi, así como el Die Schöpfung de Joseph Haydn y obras de Johann Sebastian Bach, Ludwig van Beethoven, Jommelli, Felix Mendelssohn y Giovanni Pierluigi da Palestrina. El 4 de enero de 1866, Liszt dirigió el «Stabat mater» de su Christus-Oratorio y el 26 de febrero su Sinfonía Dante. Hubo varias ocasiones más de índole similar, pero en comparación con la duración de su estancia en Roma, fueron excepciones.

### Triple vida
En las décadas de 1860 y 1870, Liszt pasó la mayor parte de su tiempo componiendo obras corales e impartiendo clases gratuitas a un grupo muy selecto de músicos, entre los que se encontraban Moriz Rosenthal, Sophie Menter, Eugen d'Albert o Emil von Sauer. A pesar del extendido rumor, Isaac Albéniz nunca fue alumno de Liszt; ni siquiera llegaron a conocerse.
Liszt fue invitado de nuevo a Weimar en 1869, para dar clases magistrales de piano. Dos años más tarde, se le pidió que hiciera lo mismo en Budapest en la Academia de Música. Desde entonces y hasta el final de su vida, hizo viajes regulares entre Roma, Weimar y Budapest, continuando lo que él llamó su «trifurquée vie» o triple vida. Se estima que Liszt viajó al menos 6500 kilómetros por año durante este periodo de su vida —una cantidad excepcional, dada su avanzada edad y los rigores de la carretera y el ferrocarril en la década de 1870—.
Durante su intensa vida de viajes, realizó sus últimos conciertos y se dedicó a la composición de sus últimas obras, que ya en esta época se caracterizaban por un estilo atonal muy alejado de sus primeras composiciones clásicas. Destacan como obras representativas de este periodo Nuages gris o la Bagatela sin tonalidad.

### Últimos años

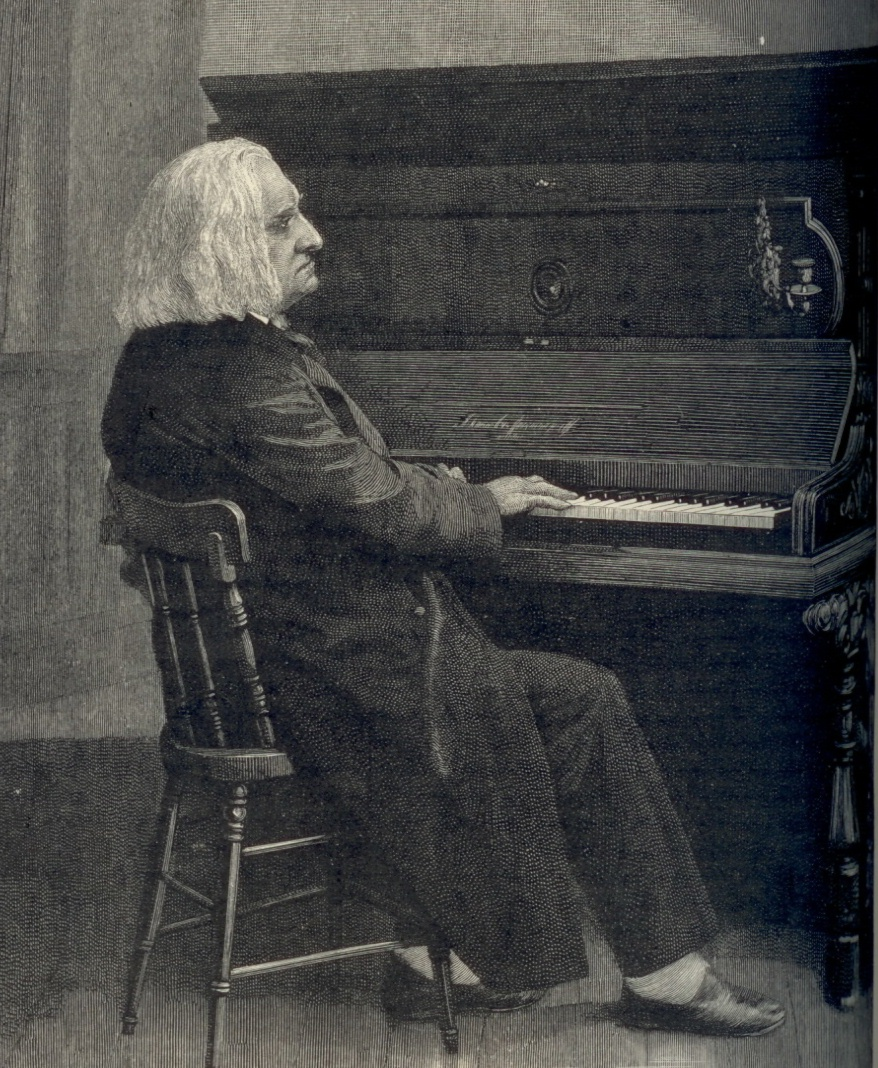
Liszt al piano en 1886 (basado en una vieja fotografía).

El 2 de julio de 1881 Liszt se cayó por las escaleras del hotel en el que se hospedaba en Weimar. Aunque sus amigos y colegas se dieron cuenta de la hinchazón que tenía en pies y piernas cuando había llegado a la ciudad el mes anterior, el compositor había gozado razonablemente de buena salud hasta ese momento, y su cuerpo conservaba la esbeltez y flexibilidad de años anteriores. El accidente, que lo inmovilizó durante ocho semanas, cambió su estado. Se manifestaron una serie de dolencias: hidropesía, asma, insomnio, una catarata en el ojo izquierdo y una enfermedad cardíaca crónica, que contribuyó finalmente a la muerte de Liszt. Poco a poco, su estado de ánimo decayó y lo invadieron sentimientos de desolación, desesperación y muerte, a los que dio expresión en sus obras de este periodo. Como le dijo a Lina Ramann, «llevo una profunda tristeza en el corazón que de vez en cuando debe estallar en sonido».
Falleció en Bayreuth el 31 de julio de 1886, a la edad de setenta y cuatro años. La causa oficial de su muerte fue la neumonía que podría haber contraído durante el Festival de Bayreuth, organizado por su hija Cósima. Se ha especulado con la posibilidad de que una negligencia médica pudiera haber desempeñado un papel directo en la muerte de Liszt.

## Liszt como pianista

### Estilo interpretativo

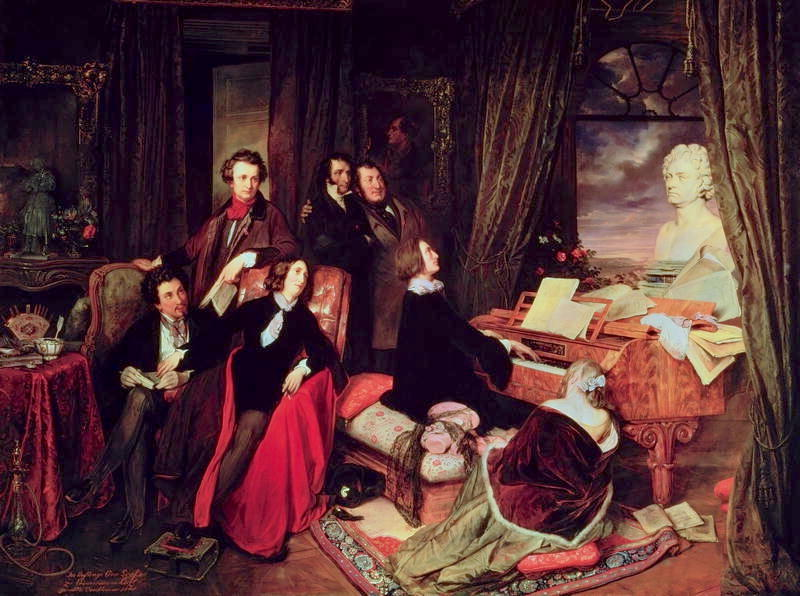
Franz Liszt fantaseando al piano (1840), obra de Josef Danhauser, encargado por Conrad Graf. El encuentro imaginado muestra sentados a Alfred de Musset o Alexandre Dumas (padre), George Sand, Franz Liszt, Marie d'Agoult; de pie Hector Berlioz o Victor Hugo, Niccolò Paganini, Gioachino Rossini; un busto de Beethoven en el piano de cola (un "Graf"), un retrato de Lord Byron en la pared y una estatua de Juana de Arco en el extremo izquierdo presiden la escena.

Existen pocas fuentes fiables que den una idea de cómo sonaba realmente Liszt en la década de 1820. Carl Czerny afirmó que Liszt fue una persona particularmente dotada que interpretaba de acuerdo con el sentimiento y las reseñas de sus conciertos, siendo especialmente alabado por el brillo, fuerza y precisión en su forma de tocar. Al menos un autor menciona también su capacidad para no variar en absoluto el tempo. Su repertorio en ese momento se componía fundamentalmente de piezas en el estilo de la brillante escuela de Viena, tales como conciertos de Johann Nepomuk Hummel y obras de su antiguo maestro Czerny, y sus conciertos incluían a menudo una oportunidad para que el niño pudiera mostrar su destreza en la improvisación.
Es probable que Liszt desarrollara gradualmente su personal estilo interpretativo tras la muerte de su padre en 1827 y el vacío que le producía su vida como virtuoso de gira. Una de las descripciones más detalladas de su forma de tocar en esa época proviene del invierno de 1831-1832, durante el cual se ganó la vida principalmente como profesor en París. Entre sus alumnos, se encontraba Valérie Boissier, cuya madre, Caroline, escribió un minucioso diario de las lecciones. Por ella sabemos que:

M. Liszt's playing contains abandonment, a liberated feeling, but even when it becomes impetuous and energetic in his fortissimo, it is still without harshness and dryness. [...] [He] draws from the piano tones that are purer, mellower and stronger than anyone has been able to do; his touch has an indescribable charm. [...] He is the enemy of affected, stilted, contorted expressions. Most of all, he wants truth in musical sentiment, and so he makes a psychological study of his emotions to convey them as they are. Thus, a strong expression is often followed by a sense of fatigue and dejection, a kind of coldness, because this is the way nature works.
La interpretación de M[onsieur]. Liszt contiene abandono, un sentimiento liberado, pero incluso cuando se convierte en impetuoso y enérgico en su fortissimo, sigue siendo sin dureza ni sequedad. [...] Obtiene del piano tonos que son más puros, suaves y enérgicos que los que nadie ha sido capaz de conseguir; su toque tiene un encanto indescriptible. [...] Es el enemigo de las expresiones fingidas, forzadas o retorcidas. Sobre todo, quiere la verdad en el sentimiento musical, y por eso hace un estudio psicológico de sus emociones para transmitirlas como son. Así, a menudo una fuerte expresión es seguida por una sensación de fatiga y abatimiento, una especie de frialdad, porque esta es la forma en que funciona la naturaleza.

Una vez Liszt comenzó a centrarse en su carrera como pianista de nuevo y posiblemente influido por las dotes para el espectáculo de Paganini, sus presentaciones musicales, emocionalmente intensas, raramente se limitaban al mero sonido. Su expresión facial y gestos en el piano reflejaban lo que estaba interpretando, por lo que fue objeto de burlas en ocasiones por parte de la prensa. También destacadas fueron las libertades extravagantes que podía tomarse con el texto de una partitura en esa época. Berlioz dice cómo Liszt añadía cadencias, trémolos y trinos cuando interpretaba el primer movimiento de la sonata Claro de Luna de Beethoven, y creó una escena dramática, cambiando el tempo entre Largo y Presto. En su «Carta Baccalaureus» a George Sand a comienzos de 1837, Liszt admitió que lo había hecho con el propósito de ganar aplausos y se comprometió a seguir la letra y el espíritu de la partitura a partir de entonces. Sin embargo, se ha debatido en qué medida cumplió su promesa. En julio de 1840, el periódico británico The Times informaba:

His performance commenced with Händel's Fugue in E minor, which was played by Liszt with an avoidance of everything approaching to meretricious ornament, and indeed scarcely any additions, except a multitude of ingeniously contrived and appropriate harmonies, casting a glow of colour over the beauties of the composition, and infusing into it a spirit which from no other hand it ever received
Su actuación comenzó con la fuga en mi menor de Händel, que fue interpretada por Liszt con la elusión de todo lo cercano al adorno ampuloso y, de hecho, casi cualquier adición, a excepción de una multitud de armonías ingeniosamente artificiosas y apropiadas, lanzando una luz de color sobre la belleza de la composición e infundiéndole un espíritu que de ninguna otra parte se ha recibido.

### Repertorio

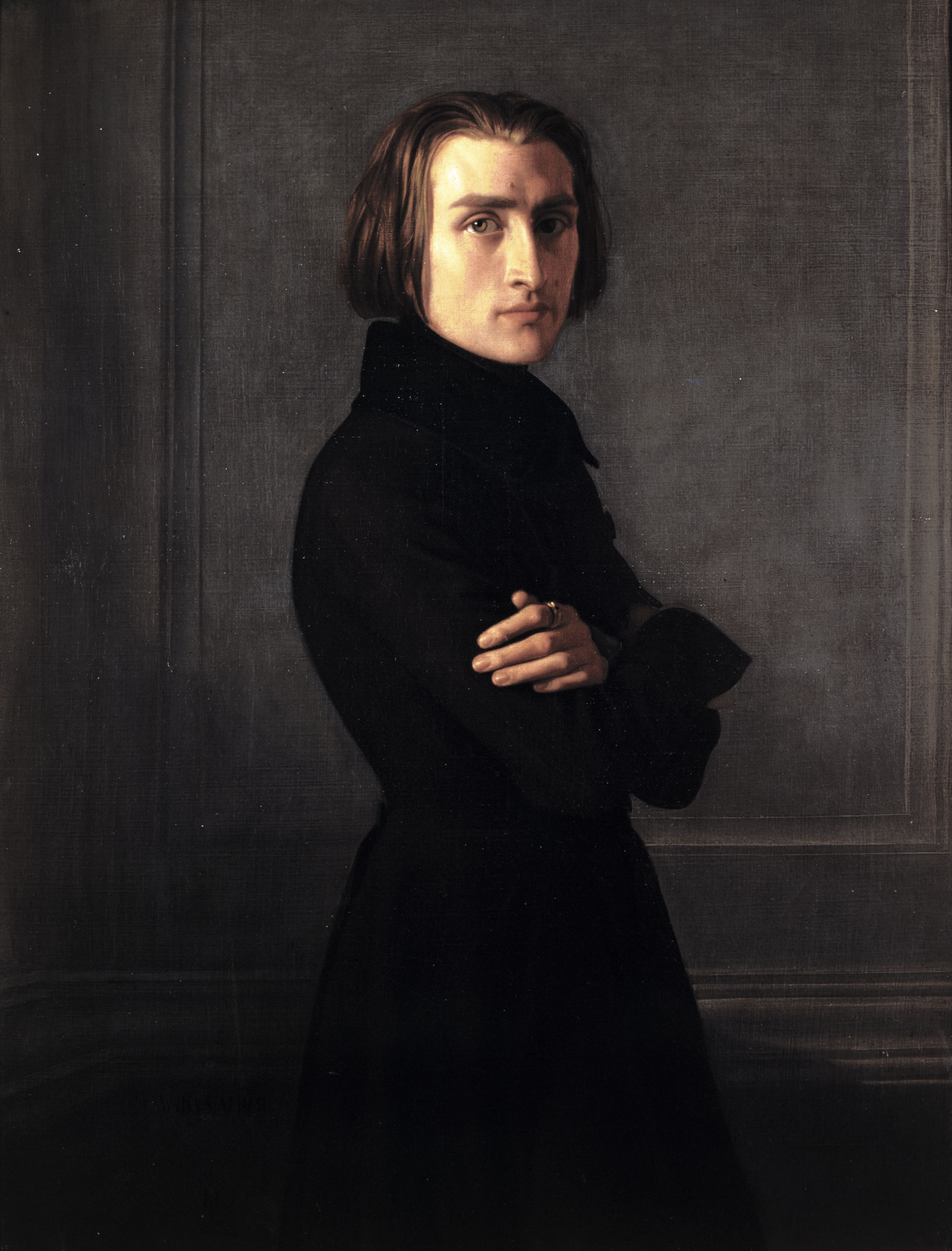
Franz Liszt en 1839. Retrato pintado por Henri Lehmann.

Durante sus años como virtuoso viajero, Liszt interpretó una gran cantidad de conciertos en toda Europa, pero su repertorio básico siempre se centró en sus propias composiciones, paráfrasis y transcripciones. Al analizar los conciertos alemanes de Liszt entre 1840 y 1845, se observa que las cinco piezas más interpretadas fueron los Grand Galop Chromatique, Erlkönig de Franz Schubert (la transcripción de Liszt), Réminiscences de Don Juan, Réminiscences de Robert le Diable y Réminiscences de Lucia de Lammermoor. Entre las obras de otros compositores, se encuentran composiciones como Invitación a la danza de Carl Maria von Weber, las Mazurcas de Frédéric Chopin, estudios de compositores como Ignaz Moscheles, Chopin y Ferdinand Hiller, pero también grandes obras de Beethoven, Weber y Hummel y, de vez en cuando, incluso selecciones de obras de Bach, Händel y Domenico Scarlatti.
La mayoría de los conciertos en esa época los compartió con otros artistas y, como resultado, también solía estar acompañado por cantantes, participaba en música de cámara o interpretaba obras con una orquesta, además de su parte como solista. Las obras que interpretó con mayor frecuencia fueron Konzertstück de Weber, el Concierto Emperador y la Fantasía coral de Beethoven y la revisión de su Hexameron para piano y orquesta. Su repertorio de música de cámara incluía el Septeto de Hummel, el Trío Archiduque y la Sonata Kreutzer de Beethoven, y una gran selección de canciones de compositores como Gioachino Rossini, Gaetano Donizetti, Beethoven y, en especial, Schubert. En algunos conciertos, Liszt no pudo encontrar músicos con los que compartir el programa y, por tanto, fue uno de los primeros músicos en dar recitales como solista de piano en el sentido moderno de la palabra. El término fue acuñado por el editor Frederick Beale, quien lo sugirió para el concierto de Liszt en el Hanover Square Rooms de Londres el 9 de junio de 1840, a pesar de que Liszt había dado conciertos en solitario ya en marzo de 1839.

### Instrumentos
Se sabe que Franz Liszt estaba usando pianos Boisselot en su gira por Portugal y luego en 1847 en una gira a Kiev y Odesa. Liszt mantuvo su Boisselot en su residencia de Villa Altenburg en Weimar. Expresó su devoción a este instrumento en su carta a Xavier Boisselot en 1862: «Aunque las teclas están casi gastadas por las batallas libradas en ellas por la música del pasado, presente y futuro, nunca aceptaré cambiarlo y he decidido guardarlo hasta el final de mis días como un colaborador especial». Este instrumento no está en condiciones de ser tocado. En 2011, por orden de la Klassik Stiftung Weimar, un constructor moderno, Paul McNulty, hizo una copia de este piano Boisselot, que ahora se exhibe junto al instrumento de Liszt. Entre los pianos del compositor en Weimar también había un Erard, el Alexandre «Piano-órgano», un piano de Bechstein y un gran Broadwood de Beethoven.

## Obras musicales
Liszt es más conocido por su faceta como pianista pero fue un compositor prolífico que compuso extensamente para muchos instrumentos. Debido a su experiencia como virtuoso técnico vanguardista del piano, las obras de Liszt para dicho instrumento están a menudo marcadas por su dificultad. Es muy conocido como compositor de música programática, y por basar sus composiciones en elementos extramusicales, tales como la poesía o la pintura. A Liszt se le atribuye la creación del poema sinfónico, que es una obra programática para orquesta que consta generalmente en un único movimiento.
El estilo de composición de Liszt profundizó en los temas de la unidad, tanto dentro como a través de movimientos. Por esta razón, en sus obras más famosas y virtuosas, es un compositor romántico arquetípico. Fue pionero en la técnica de la transformación temática, un método de desarrollo que está asociado tanto a la variación de la técnica existente como al nuevo uso del leitmotiv de Richard Wagner.

### Música para piano
La más amplia y más conocida porción de la música de Liszt es su obra para piano. Su obra maestra profundamente revisada Années de Pèlerinage (Años de peregrinaje) incluye piezas provocativas y conmovedoras. Este conjunto de tres suites va desde el virtuosismo de la Orage («Tormenta») a las sutiles e imaginativas visualizaciones de las obras de arte de Miguel Ángel y Rafael en el segundo conjunto. Années contiene algunas piezas que son transcripciones perdidas de las primeras composiciones del propio Liszt; el primer «año» recrea sus piezas tempranas incluidas en el ciclo Album d'un voyageur (Álbum de un viajero), mientras que el segundo libro incluye revisiones de sus transcripciones de la canción Tre sonetti de Petrarca (Tres sonetos de Petrarca). El relativo anonimato de la gran mayoría de sus obras se puede explicar por la inmensa cantidad de piezas que compuso y el nivel de dificultad técnica que estaba presente en gran parte de su composición.
Sus obras para piano se dividen normalmente en dos tipos. Por un lado, están las «obras originales» y por el otro las «transcripciones», «paráfrasis» o «fantasías» de obras de otros compositores. Ejemplos del primer grupo son obras como la pieza Harmonies poétiques et religieuses de mayo de 1833 y la Sonata para piano en si menor (1853). Las transcripciones de las canciones de Schubert, sus fantasías sobre melodías operísticas y sus arreglos para piano de sinfonías de Berlioz y Beethoven son ejemplos del segundo tipo. Como caso especial, también realizó arreglos para piano sobre obras instrumentales y vocales propias. Ejemplos de este tipo son los arreglos sobre el segundo movimiento de «Margarita» de su Sinfonía Fausto y el primer Mephisto Waltz, como también Liebesträume n.º 3 y los dos volúmenes de su Buch der Lieder.

### Transcripciones

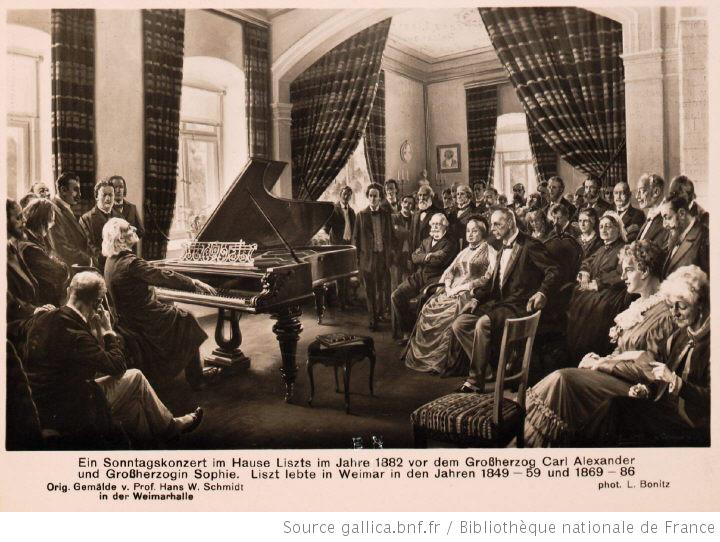
Un concierto dominical en la casa de Liszt en 1882 ante los grandes duques Carlos Alejandro y Sofía.

Componer música a partir de música, tal y como lo hacía Liszt, no era nada nuevo. Sin embargo, empleó un método creativo particular. En lugar de simplemente adaptar las melodías y armonías originales, las corregía. En el caso de sus fantasías y transcripciones al estilo italiano, hubo un problema que fue definido por Wagner como «Klappern im Geschirr der Perioden». Compositores como Bellini y Donizetti sabían que ciertas formas, habitualmente periodos con métricas de 8 (compases en los que la corchea es una subdivisión), debían estar llenas de música. De vez en cuando, mientras la primera mitad del periodo estaba compuesta con inspiración, la segunda mitad era añadida con rutina mecánica. Liszt corrigió esto modificando la melodía, la base y —en ocasiones— las armonías.
Muchos de los resultados obtenidos por Liszt fueron notables, como la pieza de concierto Fantaisie sur des motifs favoris de l'opéra La Sonnambula, la Rigoletto-Paraphrase y el Faust-Walzer. Hans von Bülow admitió que la transcripción de Liszt de su Dante Sonett «Tanto gentile» era mucho más refinada que la original que él mismo había compuesto. Las transcripciones de las canciones de Schubert que realizó Liszt, sus fantasías sobre melodías de ópera y sus arreglos de piano de las sinfonías de Berlioz y Beethoven son otros ejemplos bien conocidos de transcripciones para piano. Liszt fue el segundo pianista (después de Kalkbrenner) en transcribir las sinfonías de Beethoven para piano.

### Canciones originales

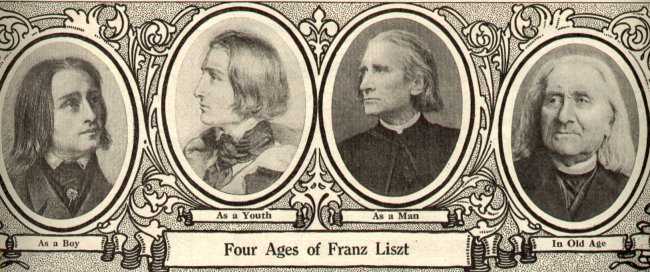
Las cuatro edades de Franz Liszt.

Franz Liszt compuso alrededor de seis docenas de canciones originales con acompañamiento de piano. En la mayoría de casos las letras estaban en alemán o francés, pero también existen canciones en italiano y húngaro y una canción en inglés. La primera canción que compuso fue «Angiolin dal biondo crin» (S.269) en 1839 y para 1844 había compuesto cerca de dos docenas de canciones más. Algunas de ellas fueron publicadas como piezas únicas. Además, hubo una serie llamada «Buch der Lieder» que compuso entre 1843 y 1844. Había proyectado la serie en tres volúmenes, formados por seis canciones cada uno, pero solo aparecieron dos de ellos.
Sus primeras canciones se cantan en raras ocasiones. Las transcripciones de los dos volúmenes de «Buch der Lieder» se pueden encontrar entre las obras más destacadas para piano de Liszt. Sin embargo, sus contemporáneos fueron muy críticos con el estilo de las canciones. En Liszts Schaffen, de Peter Raabe, se pueden encontrar críticas posteriores destacadas.
Hoy en día, las canciones de Liszt han caído prácticamente en el olvido. Como excepción, la canción «Ich möchte hingehen» se ha citado con mayor frecuencia, ya que un único compás se asemeja bastante al motivo inicial de la ópera Tristán e Isolda de Wagner. Mientras que comúnmente se afirma que Liszt escribió diez años antes sus motivos de que Wagner comenzara a trabajar en su obra maestra, se ha visto que esto no es cierto: la versión original de «Ich möchte hingehen» fue compuesta en 1844 o 1845. Hay cuatro manuscritos, y de ellos tan sólo una única copia realizada por August Conradi sobre un manuscrito del propio Liszt contiene dicho compás con el acorde de Tristán. Dado que en la segunda mitad de 1858 Liszt estaba preparando sus canciones para su publicación y justo en ese momento recibió el primer acto de Tristán de Wagner, lo más probable es que esa versión fuera una cita de la obra de Wagner. Esto no quiere decir que el motivo fuera inventado originalmente por Wagner. Un ejemplo anterior se puede encontrar en el compás 100 de la Balada n.º 2 en si menor para piano de Liszt, compuesta en 1853.

### Música programática
Liszt, en algunas de sus obras, apoyó la idea de la música programática, que es la música cuya intención es evocar ideas extramusicales, como pueden ser una obra teatral, un poema, una pintura u obras de la naturaleza. Como contraste, la música absoluta (una idea radicalmente nueva en el mundo musical del siglo XIX) se sostenía por sí misma y estaba destinada a ser apreciada sin ninguna referencia particular al mundo exterior.
El punto de vista del propio compositor respecto a la música programática en la época en la que era joven se puede encontrar en el prefacio de Album d'un voyageur (1837). Según él, un paisaje puede evocar un cierto tipo de estado de ánimo. A partir de una pieza musical se podría evocar también un estado de ánimo, un misterioso parecido con lo que se podría imaginar con el paisaje. En este sentido, la música no pintaría un paisaje, sino que correspondería con el paisaje en una tercera categoría, el estado de ánimo.
En julio de 1854 Liszt escribió su ensayo sobre Berlioz y Haroldo en Italia, en el cual afirmaba que no toda la música era música programática. Si, en el calor de un debate, una persona llegara tan lejos como para afirmar lo contrario, sería mejor dejar aparte las ideas sobre la música programática. Sin embargo, sería posible tomar conceptos como la armonía, modulación, ritmo, instrumentación y otros para permitir a un motivo musical soportar un destino. En cualquier caso, sólo se debería añadir un programa a una pieza musical si fuera estrictamente necesario para un adecuado entendimiento de la pieza.
Más tarde, en una carta a Marie d'Agoult del 15 de noviembre de 1864, Liszt escribió:

Without any reserve I completely subscribe to the rule of which you so kindly want to remind me, that those musical works which are in a general sense following a programme must take effect on imagination and emotion, independent of any programme. In other words: All beautiful music must be first rate and always satisfy the absolute rules of music which are not to be violated or prescribed.
Sin ninguna reserva, suscribo totalmente la norma que tan amablemente me quieren recordar, que las obras musicales que tienen un sentido general siguiendo un programa deben tener efecto en la imaginación y la emoción, independiente de cualquier programa. En otras palabras: toda la música bella debe ser de primera calidad y siempre cumplir las normas absolutas de la música que no deben ser violadas ni prescritas.

### Poemas sinfónicos

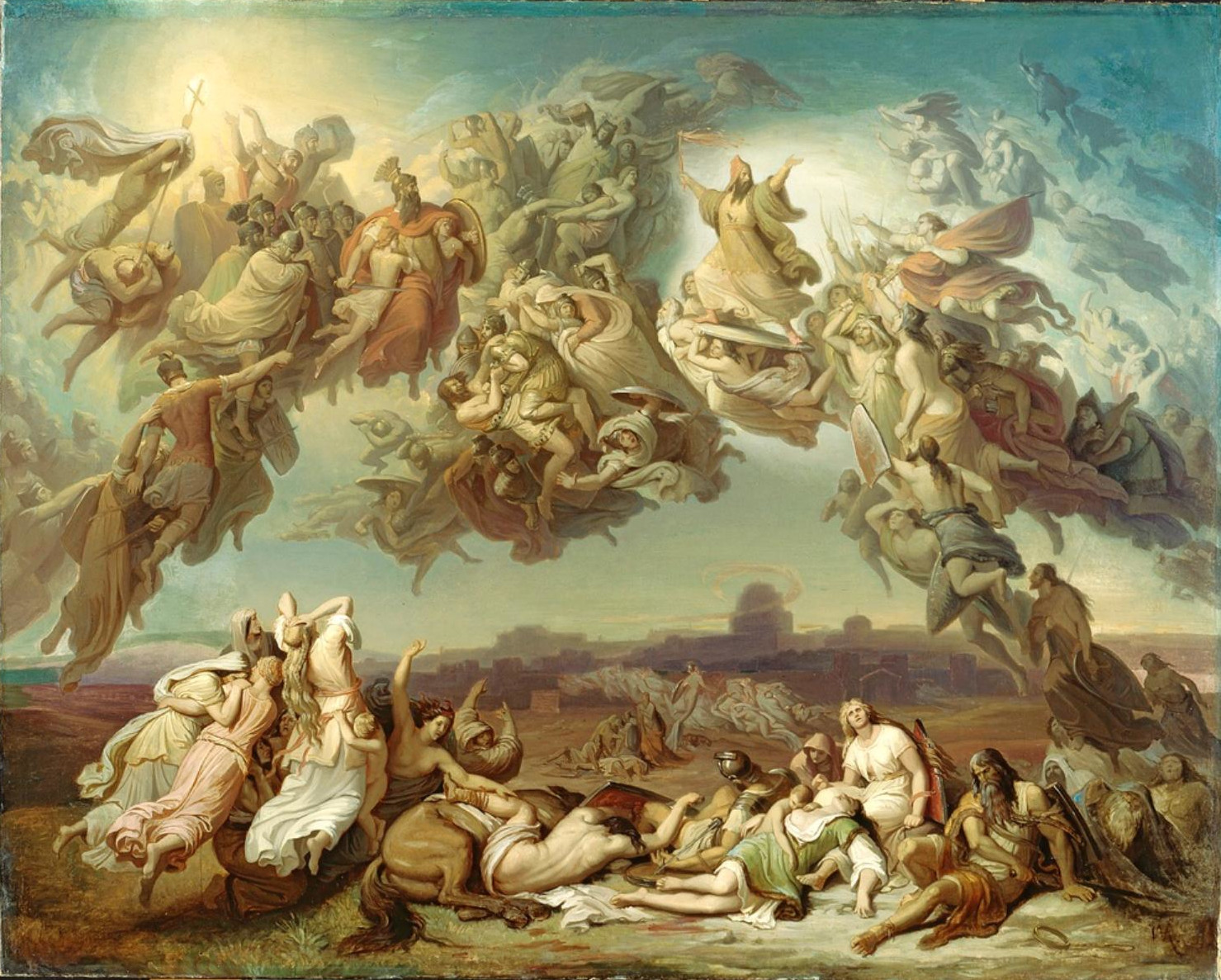
Die Hunnenschlacht, pintado por Wilhelm von Kaulbach, en el que se basó Franz Liszt para su poema sinfónico La batalla de los hunos.

Los Poemas sinfónicos son una serie de trece obras orquestales que están numeradas como S.95-107 en el catálogo de Humphrey Searle. Los primeros doce fueron compuestos entre 1848 y 1858, aunque parte del material usado fue ideado con anterioridad; y el último, De la cuna a la tumba, después de 1882. Estas obras ayudaron a establecer el género de la música programática orquestal. Sirvieron de inspiración para los poemas sinfónicos de Bedřich Smetana, Antonín Dvořák y Richard Strauss, entre otros.
La intención de Liszt para estas obras con un único movimiento, según el musicólogo Hugh MacDonald, fue «mostrar la lógica tradicional del pensamiento sinfónico». En otras palabras, el compositor quería que estas obras mostraran una complejidad en la interacción de sus temas similar a la que habitualmente está reservada para el movimiento de apertura en la sinfonía tradicional; esta sección principal era considerada normalmente como la más importante en el conjunto más amplio de la sinfonía, en términos de logros académicos y de arquitectura musical. Al mismo tiempo, quería incorporar la capacidad de la música programática para inspirar a los oyentes a imaginar escenas, imágenes o estados de ánimo. Para capturar estas cualidades dramáticas y evocadoras y a la vez alcanzar las proporciones del movimiento de apertura, combinó elementos propios de la obertura y de la sinfonía en un diseño modificado de la sonata. La composición de los poemas sinfónicos resultó desalentadora. Fueron sometidos a un proceso de experimentación continua que incluyó muchas etapas de composición, ensayo y revisión para llegar a un equilibrio en la forma musical.
Consciente de que el público apreciaba la música instrumental con contexto, Liszt escribió prefacios para nueve de sus poemas. Sin embargo, la visión que tenía del poema sinfónico tendía a ser evocadora, usando música para crear un estado de ánimo general o una atmósfera en lugar de ilustrar una narración o describir algo literalmente. En este sentido, el especialista en la obra de Liszt Humphrey Searle sugiere que podía haber estado mucho más cercano a su contemporáneo Hector Berlioz que a muchos de los que lo siguieron en la composición de poemas sinfónicos.

### Obras tardías

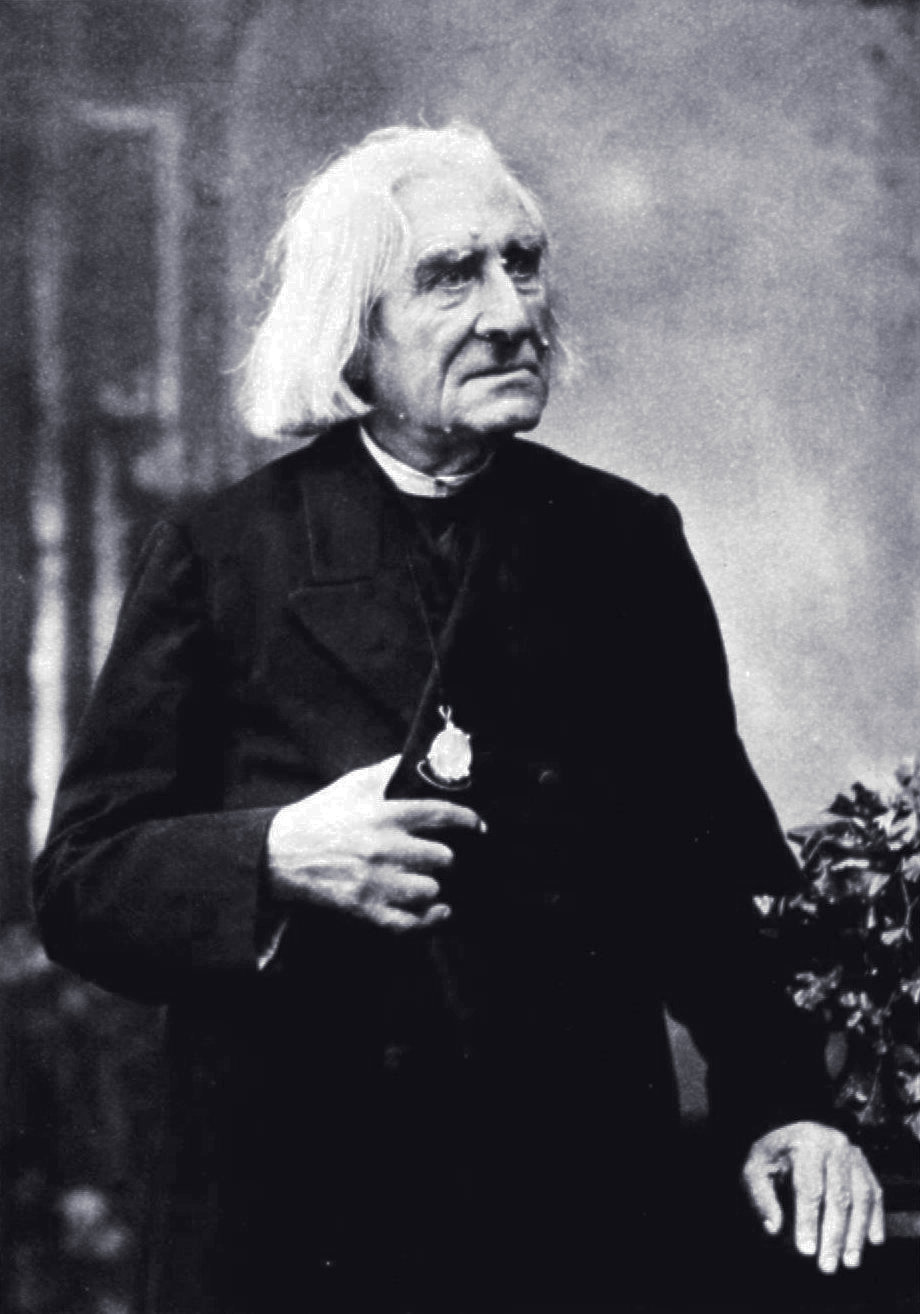
Franz Liszt en sus últimos años de vida. En esa época, sus obras se desviaron cada vez más del gusto musical de su tiempo.

Algunas obras de los años finales de la estancia de Liszt en Weimar se desvían cada vez más del gusto musical de su tiempo. Un ejemplo temprano es el melodrama «Der Mönch traurige» («El monje triste») sobre un poema de Nikolaus Lenau, compuesto a principios de octubre de 1860. Mientras que en las armonías del siglo XIX se empleaban generalmente tríadas (acorde de tres notas) mayores o menores, Liszt tomó la tríada aumentada como acorde central para agregar disonancias.
Se pueden encontrar más ejemplos en el tercer volumen de Années de Pèlerinage, «Les Jeux d'eaux à la Villa d'Este» («Las fuentes de la Villa de Este»), compuesta en septiembre de 1877, presagia el impresionismo de piezas sobre temas similares de Debussy y Ravel. Sin embargo, otras piezas como la «Marche funèbre, En mémoire de Maximilian I, Empereur du Mexique» («Marcha fúnebre, En memoria de Maximiliano I, Emperador de México») compuesta en 1867 no tiene correspondencia con el estilo de los siglos XIX y XX.
En una etapa posterior Liszt experimentó con recursos «prohibidos» como las quintas paralelas en la «Csárdás macabra» y la atonalidad en Bagatelle sans tonalité (Bagatela sin tonalidad). Obras como el segundo Mephisto-Waltz son impactantes, con repeticiones casi interminables de motivos breves. También son característicos los «Via Crucis» de 1878, así como Unstern!, Nuages gris, y las dos obras tituladas La lugubre gondola de la década de 1880.

## Obras literarias
Además de sus obras musicales, Liszt escribió ensayos sobre diversos temas. Lo más importante para la compresión de su desarrollo es la serie de artículos «De la situation des artistes» («Sobre la situación de los artistas») que fue publicada en la parisina Gazette musicale en 1835. En el invierno de 1835-36, durante la estancia del compositor en Ginebra, redactó aproximadamente una media docena de ensayos seguidos. Uno de ellos estaba preparado para ser publicado bajo el seudónimo «Emm Prym» y trataba sobre las propias obras de Liszt. Fue enviado a Maurice Schlesinger, editor de la Gazette musicale. Schlesinger, sin embargo, siguiendo el consejo de Berlioz, no lo publicó. A principios de 1837, Liszt publicó una crítica negativa de algunas obras de piano de Sigismund Thalberg que provocó un gran escándalo. Liszt también publicó una serie de escritos titulados «Cartas Baccalaureus», terminados en 1841.
Durante sus años en Weimar, compuso una serie de ensayos sobre óperas, que van desde Gluck hasta Wagner. Liszt también escribió ensayos sobre Berlioz y su sinfonía Haroldo en Italia, Robert y Clara Schumann, los nocturnos de John Field, canciones de Robert Franz, una planificada fundación Goethe en Weimar y otros temas. Además de ensayos, escribió una biografía de Chopin entre 1850 y 1851, así como un libro sobre los romaníes y su música en Hungría.
Aunque todas sus obras literarias fueron publicadas con su verdadero nombre, no está claro qué partes de las mismas fueron escritas por el propio Liszt. Se sabe por alguna de sus cartas que durante su juventud había estado colaborando con Marie d'Agoult. Durante sus años en Weimar, la princesa Wittgenstein fue quien le ayudó. En la mayoría de casos los manuscritos han desaparecido así que es difícil determinar qué obras literarias de Liszt fueron propiamente obra suya. Sin embargo, hasta el final de su vida el punto de vista de Liszt fue que él era el responsable del contenido de sus obras literarias.
Liszt también trabajó hasta al menos 1885 en un tratado de armonía moderna. El pianista Arthur Friedheim, que también sirvió al compositor como secretario personal, recordó haberlo visto entre los papeles de Liszt en Weimar. El compositor dijo a su secretario que aún no había llegado el momento de publicar su manuscrito, titulado Apuntes para la armonía del futuro. Este tratado se perdió.

## Liszt como profesor
Liszt fue uno de los profesores más destacados del siglo XIX. Esta parte de su carrera comenzó después de la muerte de su padre en agosto de 1827. Con el fin de obtener su propio dinero y mantener a su madre, impartió lecciones de composición y piano.

### Enfoque docente
Liszt ofreció a sus alumnos poco asesoramiento técnico, esperando que «lavaran sus trapos sucios en casa», como él expresó. En lugar de ello, se centró en la interpretación con una combinación de anécdota, metáfora e ingenio. Aconsejó a un alumno que estaba aporreando los acordes de apertura de la Sonata Waldstein de Beethoven, «No corte bistec para nosotros». A otro que perdía el ritmo en el Gnomenreigen de Liszt (generalmente para interpretar la pieza más rápido en presencia del compositor) le dijo «Vaya, mezclando de nuevo la ensalada». Liszt también quería evitar realizar copias en carbón él mismo; creía que así preservaba la individualidad artística.
Hubo algunas piezas que Liszt rechazó escuchar en sus clases magistrales. Entre ellas estaban la transcripción realizada por Carl Tausig de la Tocata y fuga en re menor, BWV 565 de Johann Sebastian Bach y el Scherzo n.º 2 en si bemol menor de Frédéric Chopin. Tampoco le gustaba escuchar la Polonesa n.º 2 en mi mayor, que era exagerada y a menudo mal interpretada.
Liszt no cobraba por las clases y se turbó cuando los periódicos alemanes publicaron detalles del testamento de Theodor Kullak, que revelaban que había generado más de un millón de marcos con la enseñanza. «Como artista, no recoges un millón de marcos sin hacer algún sacrificio sobre el altar del Arte», afirmó el compositor húngaro a su biógrafa Lina Ramann. Sin embargo, Carl Czerny cobró una cantidad muy alta por sus clases e incluso despidió a Stephen Heller cuando no pudo hacer frente al pago de sus lecciones. Curiosamente, Liszt habló con mucho cariño de su antiguo maestro, a quien dedicó sus Estudios de ejecución trascendental. Escribió a Allgemeine Musikalische Zeitung, instando a los hijos de Kullak para que crearan un fondo para los músicos necesitados, como Liszt hizo con frecuencia.

### Alumnos

#### Primeros alumnos

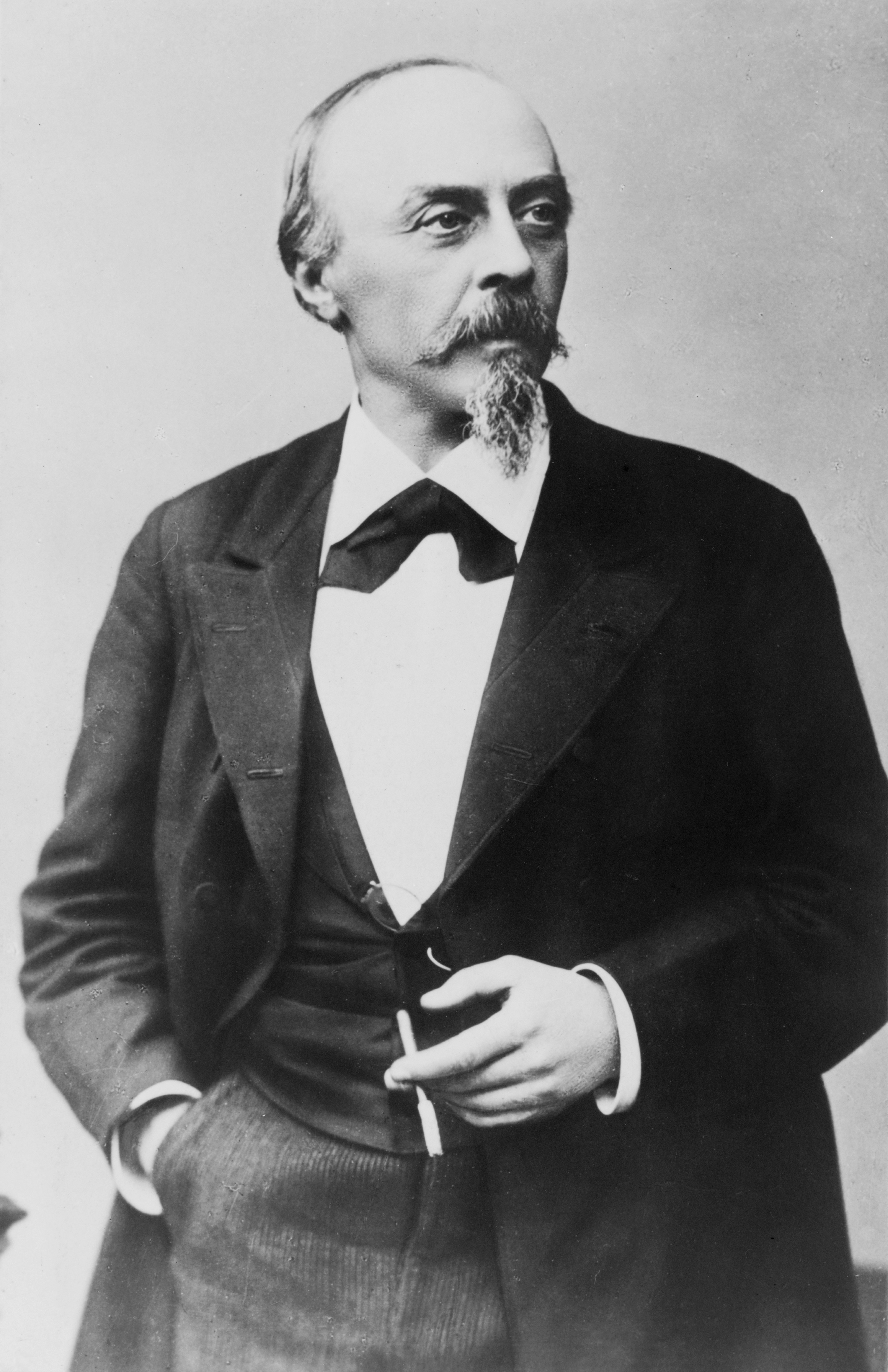
En la primavera de 1844, en Dresde, Liszt conoció al joven Hans von Bülow, que posteriormente sería su yerno.

Según una carta a monsieur de Mancy del 23 de diciembre de 1829, el pianista húngaro estaba tan ocupado con las lecciones que impartía cada día, desde las ocho y media de la mañana hasta las diez de la noche, que apenas podía respirar. La mayoría de los estudiantes de Liszt de este periodo fueron aficionados, pero también hubo algunos que emprendieron una carrera profesional. Un ejemplo del primer tipo es Valérie Boissier, posteriormente condesa de Gasparin. Ejemplos del segundo tipo son Pierre Wolff y Hermann Cohen. Durante el invierno de 1835-1836 fueron compañeros de Liszt en el Conservatorio de Ginebra. Wolff se trasladó a San Petersburgo y Cohen, que recibió el apodo de «Puzzi» por parte de George Sand, se convirtió en un exitoso pianista.
Durante los años de sus giras, Liszt impartió solamente algunas lecciones. Ejemplos de los estudiantes de ese periodo son Johann Nepumuk Dunkl y Wilhelm von Lenz. Dunkl recibió lecciones de Liszt durante el invierno de 1839-1840. Se había introducido interpretando la Fantasía op. 6 de Thalberg sobre melodías de la ópera Robert le diable de Giacomo Meyerbeer. Liszt después lo denominó como un «Halbschüler» (medio alumno). Lenz, de San Petersburgo, había conocido al compositor húngaro ya a finales de 1828. En el verano de 1842, estaba en París de nuevo, donde recibió más lecciones por parte de Liszt. Fue un aficionado meramente, con un repertorio de obras como el Nocturno Op. 9/2 de Chopin. En la primavera de 1844, en Dresde, Liszt conoció al joven Hans von Bülow, que posteriormente sería su yerno. El repertorio de Bülow incluía la fantasía La Donna del Lago op. 40 de Thalberg y Fantaisie sur des motifs de l'opéra La Sonnambula del propio Liszt.

#### Alumnos posteriores

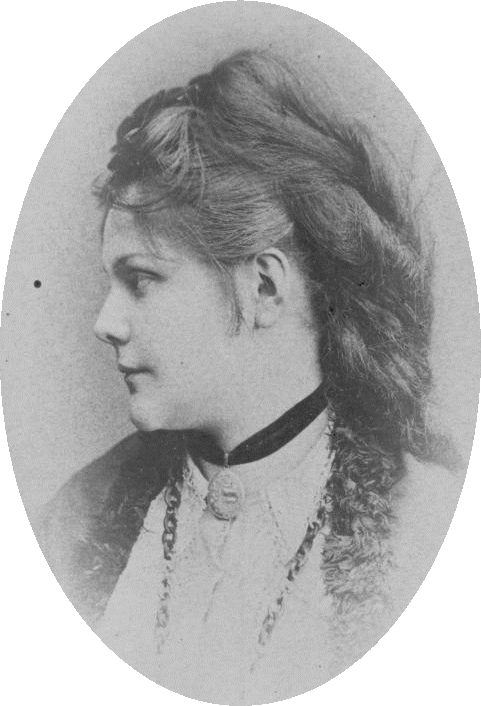
Sophie Menter fue la estudiante favorita de Franz Liszt.

Desde que Liszt se estableció en Weimar, el número de alumnos a los que dio lecciones fue en constante aumento. Hasta su muerte en 1886 pudo haber tenido hasta varios cientos de personas que podrían considerarse como sus alumnos. August Göllerich publicó un voluminoso catálogo de ellos. En una nota añadió la observación de que había tomado la connotación «estudiante» en su más amplio sentido. Como consecuencia, su catálogo incluye los nombres de pianistas, violinistas, violonchelistas, organistas, arpistas, compositores, directores de orquesta, cantantes e incluso escritores. Carl Lachmund elaboró otro catálogo en el que aparecía el nombre de su propia mujer, que no aparecía en el catálogo de Göllerich. Ella había persuadido con éxito a Liszt para que la escuchara interpretar el arpa. Después interpretó una única pieza, sin que el compositor húngaro dijera una sola palabra, y fue nominada como alumna de Liszt por su marido.
El siguiente catálogo de Ludwig Nohl, encabezado con «Die Hauptschüler Liszts» («Principales estudiantes de Liszt»), fue aprobado en septiembre de 1881 y, en relación con el orden de los nombres, corregido, por Liszt. Entre sus alumnos se encontraron Hans von Bülow, Carl Tausig, Franz Bendel, Martin Krause, Hans Bronsart von Schellendorff, Karl Klindworth, Alexander Winterberger, Julius Reubke, Theodor Ratzenberger, Robert Pflughaupt, Friedrich Altschul, Nicolaus Neilissoff, Carl Baermann, Dionys Pruckner, Ferdinand Schreiber, Louis Rothfeld, Antal Sipos, George Leitert, Julius Richter, Louis Jungmann, William Mason, Max Pinner, Juliusz Zarebski, Giovanni Sgambati, Carlo Lippi, Siegfried Langaard, Karl Pohlig, Arthur Friedheim, Louis Marek, Eduard Reuss, Bertrand Roth, Berthold Kellermann, Carl Stasny, Josef Wieniawsky, Ingeborg Bronsart von Schellendorf, Sophie Menter, Sophie Pflughaupt, Aline Hundt, Pauline Fichtner-Erdmannsdörfer, Ahrenda Blume, Anna Mehlig, Vera Timanova, Martha Remmert, Sara Magnus-Heinze, Dora Petersen, Ilonka Ravacz, Cäcilia Gaul, Marie Breidenstein y Amy Fay.
En 1886, un catálogo similar habría sido mucho más largo, incluyendo nombres como Eugen d'Albert, Walter Bache, Carl Lachmund, Moriz Rosenthal, Emil von Sauer, Aleksandr Ziloti, Conrad Ansorge, William Dayas, August Göllerich, Bernhard Stavenhagen, August Stradal, István Thomán y otros.
El catálogo de Nohl no es completo por mucho y esto aun cuando la restricción del periodo de Weimar es descuidada. De los estudiantes húngaros de Liszt, por ejemplo, sólo se mencionan a Antal Sipos e Ilonka Ravasz. Sipos se había convertido en estudiante de Liszt en 1858 en Weimar, después de que el compositor lo escuchara interpretar un concierto y lo invitara. En 1861, Sipos volvió a Budapest, donde fundó en 1875 una escuela musical. Ilonka Ravasz fue desde el invierno de 1875-1876 uno de los estudiantes de Liszt más dotados en la recién fundada Real Academia de Música de Budapest. Sorprendentemente, los nombres de Aladár Juhász y Károly Aggházy no fueron incluidos en el catálogo de Nohl, aunque ambos habían estado entre sus estudiantes favoritos de la Academia Húngara.

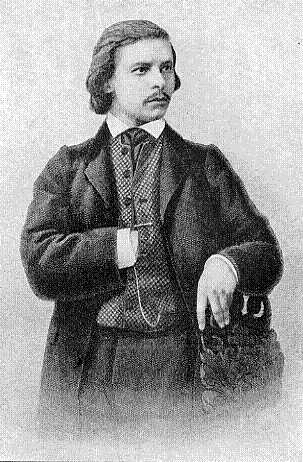
Carl Tausig fue uno de los alumnos favoritos de Liszt.

También faltan los nombres de Agnes Street-Klindworth y Olga Janina. Agnes Street-Klindworth había llegado en 1853 a Weimar, donde recibió lecciones de interpretación del piano con Liszt y lecciones de composición con Peter Cornelius. Hasta 1861 fue amante secreta del primero. Olga Janina se había unido al círculo alrededor del compositor en 1869 en Roma. Según la impresión de Liszt, tenía un extraño y admirable talento musical. En su presencia, ella interpretó conciertos para piano en mi ♭ y la mayor así como otros ejemplos de sus obras. Se enamoró de Liszt y tuvieron una corta relación, hasta que en la primavera de 1871 (por iniciativa de Liszt) se separaron. Olga se fue a América, pero en la primavera de 1873 regresó a Budapest. En un telegrama a Liszt anunciaba que iba a matarlo. Después de tres días de aventura junto al compositor en un apartamento en Budapest, se fue. Durante la década de 1870, Olga Janina escribió varios libros escandalosos acerca de Liszt, entre ellos la novela Souvenirs d'une Cosaque, publicada bajo el seudónimo de «Robert Franz». En el catálogo de Göllerich de los estudiantes de Liszt, está registrada como «Janina, Olga, Gräfin (Marquesa Cezano) (Genf)». Así que pudo haber cambiado su nombre y se mudó a Ginebra. Tomando el prefacio de su Souvenirs d'une Cosaque literalmente, se había trasladado primero desde Italia a París, donde ella había vivido en la pobreza. El último párrafo del prólogo se puede leer como una dedicatoria a Liszt.
Además de los estudiantes expertos que tuvo Liszt también tuvo una multitud de aquellos que, en el mejor de los casos, sólo tenían capacidades moderadas. En estos casos, las lecciones de Liszt no cambiaron nada. Sin embargo, también varios de sus estudiantes expertos se mostraron decepcionados con él. Un ejemplo es Eugen d'Albert, quien al final estuvo en términos casi hostiles con Liszt. Lo mismo cabe decir de Felix Draeseke, que se había unido al círculo alrededor de Liszt en Weimar en 1857, y que durante el primer semestre de la década de 1860 había sido uno de los destacados representantes de la Nueva Escuela Alemana. En el catálogo de Nohl ni siquiera se le menciona. También Hans von Bülow, desde la década de 1860, se había desplazado cada vez más hacia una dirección que no sólo era diferente de la de Liszt, sino totalmente contraria.
Según August Stradal, algunos de los estudiantes expertos de Liszt habían afirmado que Antón Rubinstein era mejor profesor que Liszt. Puede ser que haya sido concebido como alusión a Emil von Sauer, quien había estudiado en Moscú con Nikolái Rubinstein. Durante un par de meses en los veranos 1884 y 1885 estudió con Liszt en Weimar. Cuando llegó por primera vez, ya era un virtuoso de gran calibre que poco antes había hecho una gira de conciertos por España. La cuestión de si existió algún cambio en su forma de interpretar después de haber estudiado con Liszt permanece abierta. Según su autobiografía Meine Welt, había encontrado imponente a Arthur Friedheim interpretando Lucrezia Borgia-Grande fantaisie de Liszt. Sin embargo, escribió sobre la forma que tenía Liszt de interpretar una sonata de Beethoven que por lo menos tenía un buen desempeño como actor. Sauer había dicho a sus compañeros estudiantes que Antón Rubinstein fue un compositor más grande que Liszt. En las propias composiciones de Sauer, un concierto para piano, dos sonatas, cerca de dos docenas y media de estudios y varias piezas de concierto, no se puede encontrar la influencia de Liszt como compositor de la década de 1880.

## Legado
Aunque hubo un periodo en el que muchos consideraron las obras musicales de Liszt como «llamativas» o superficiales, ahora se considera que muchas de sus composiciones, como Nuages gris, Les jeux d'eaux à la Villa d'Este, etc. —que contienen quintas paralelas, escalas de tonos completos, tríadas paralelas aumentadas y disminuidas y disonancias no resueltas— son anticipadas e influyentes en la música del siglo XX de compositores como Debussy, Ravel o Bartók.

### Allgemeiner Deutscher Musikvereiny la Nueva Escuela Alemana

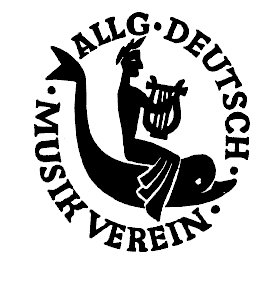
Logotipo de la Allgemeiner Deutscher Musikverein.

Franz Liszt, junto con Franz Brendel, fundó en 1861 el Allgemeiner Deutscher Musikverein (ADMV) (Club general alemán de música) que fue una asociación musical con el objetivo de encarnar los ideales musicales de la Nueva Escuela Alemana (Neudeutsche Schule), de la que Liszt fue un destacado representante. Además de los objetivos artísticos, esta asociación prestaba ayuda económica a artistas. El carácter de esta corriente de pensamiento era progresista y radical frente a la corriente conservadora que encabezaron músicos románticos como Johannes Brahms y Clara Schumann, entre otros. Entre ambas corrientes surgió un enfrentamiento que ha sido denominado por los historiadores musicales como Guerra de los románticos. Las principales discordancias entre ambos grupos fueron la estructura musical, los límites de la armonía cromática y la música programática frente a la música absoluta.

### Escuela de Música de Liszt en Weimar
El 24 de junio de 1872, el compositor y director de orquesta Carl Müllerhartung fundó una «Orchesterschule» (Orquesta escuela) en Weimar. Aunque Liszt y Müllerhartung eran amigos, el compositor húngaro no tomó parte activa en dicha fundación. La «Orchesterschule» se convirtió posteriormente en un conservatorio que aún existe y que se llama Escuela Superior de Música Franz Liszt Weimar.

### Sociedades Liszt
El profesor E. J. Dent creó en el año 1950 una Sociedad Liszt («Liszt Society» en su nombre original en inglés), designándose a sí mismo presidente, mientras que el compositor dodecafonista Humphrey Searle tomaba el cargo de secretario general. La fundación de esta Sociedad Liszt permitió la publicación de varias piezas inéditas, además de que su secretario general se encargó durante la década de 1960 de crear un catálogo de obras de Liszt que con el tiempo se estableció como catálogo de referencia en esta cuestión. En el año 1964 fue fundada por David Kushner, Fernando Laires y Charles Lee la American Liszt Society, que organiza cada año un festival en honor del compositor. Asimismo, en España existe la Sociedad Liszt-Kodály de España, cuyo objetivo es difundir la obra de Franz Liszt y de Zoltán Kodály y fomentar el desarrollo de la enseñanza, la investigación y los conocimientos musicales.

### Masonería
El 18 de septiembre de 1841, Franz Liszt se afilia en la logia masónica Zur Einigkeit en Fráncfort del Meno. En febrero del año siguiente, recibe en la logia de Berlín Zur Eintracht los grados segundo (compañero) y tercero (maestro). En el año 1845, fue nombrado miembro honorario de la logia de Zúrich Modestia cum Libertate y, en 1870, en la logia de Budapest en Hungría.

## En la cultura popular

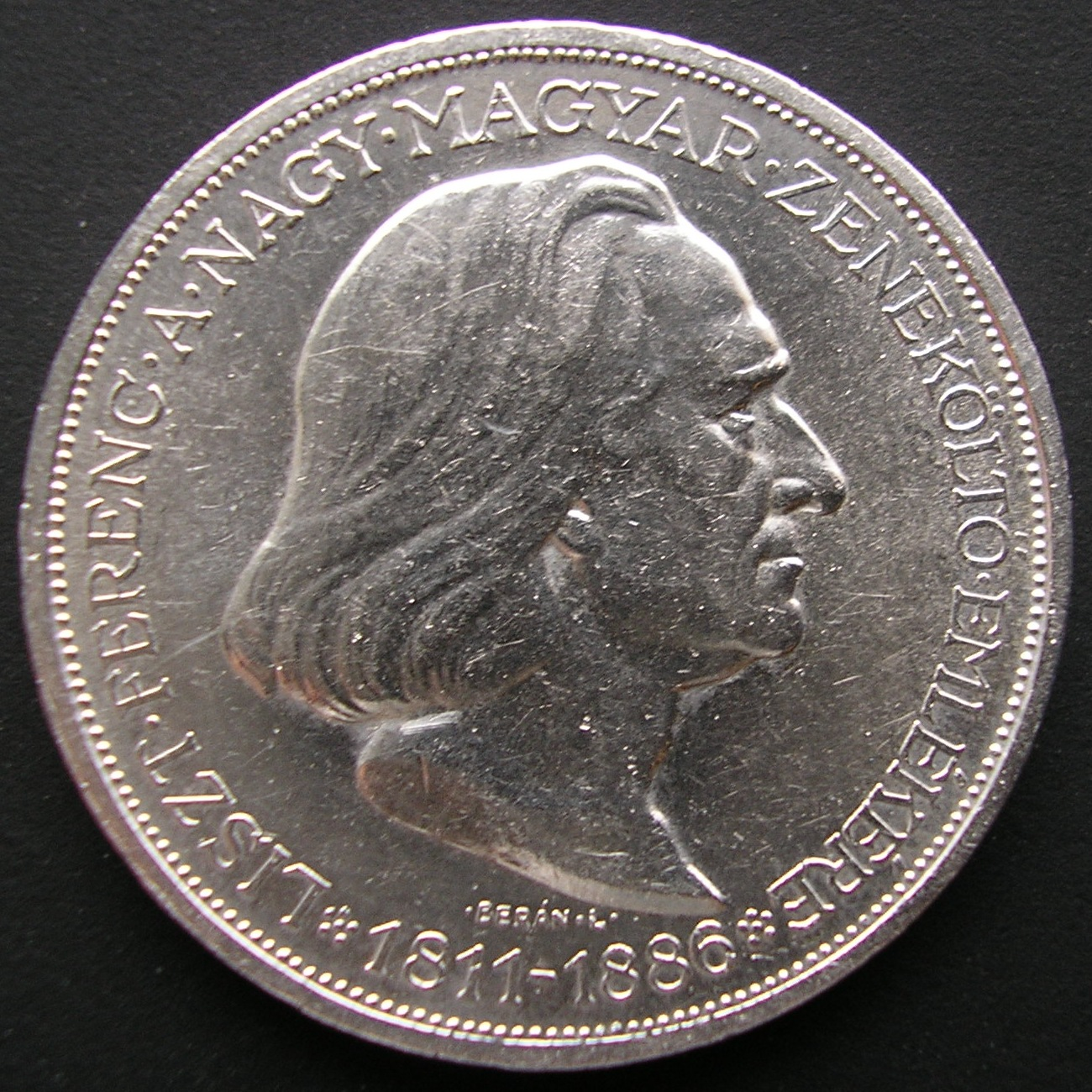
En Hungría se acuñó una moneda de dos pengő que estuvo en curso desde el 10 de agosto de 1936 hasta el 31 de enero de 1942.

Franz Liszt fue una figura de tal relevancia que numerosos artistas han encontrado en él una fuente de inspiración para sus obras, como relatos literarios o películas. Por ejemplo, en el relato «Edward the Conqueror» (1953) de Roald Dahl una mujer cree que Franz Liszt se ha reencarnado en su gato, ya que parecía reconocer su propia música moviéndose con esta al escucharla. Dicho relato formó parte de la serie de televisión Tales of the Unexpected, emitida originalmente en 1979.
También se ha usado su imagen en la acuñación de monedas o en la emisión de sellos postales, en muchos casos con motivo de los aniversarios de su nacimiento o fallecimiento. En Hungría se acuñó una moneda de dos pengő que estuvo en curso desde el 10 de agosto de 1936 hasta el 31 de enero de 1942. En ella podía leerse el siguiente lema: «LISZT FERENC A NAGY MAGYAR ZENEKÖLTŐ EMLÉKÉRE, 1811-1886» (traducido como «En memoria de Franz Liszt, el gran compositor húngaro».
Su imagen también se ha utilizado para realizar estatuas o bustos conmemorativos en diferentes ciudades de Europa, como Eisenstadt, Viena, Weimar, Raiding, Bayreuth, Kalocsa, Budapest, Mecseknádasd o Kiev, entre otras.
Desde el año 1986, cien años después de la muerte del compositor, se celebra cada tres años el prestigioso Concurso Internacional de Piano Franz Liszt en la ciudad de Utrecht.
El asteroide (3910) Liszt, descubierto el 16 de septiembre de 1988 por Eric Walter Elst, recibe su nombre en honor a este compositor húngaro.
En 1999 y tras quince años la casa discográfica «Hyperion» concluyó la grabación de las obras completas para piano solo de Liszt en un total de noventa y cuatro CD, reunidos en cincuenta y siete volúmenes. Todas las obras fueron grabadas por el pianista australiano Leslie Howard.

### Cine y televisión
La vida de Franz Liszt ha sido llevada al cine en varias ocasiones. En 1955 en la película francesa Lola Montès, dirigida por Max Ophüls, Liszt aparece personificado por el actor alemán Will Quadflieg. En 1960 se filmó la película Song Without End (conocida en español como Sueño de amor o Una llama mágica), la cual estaba basada en la vida del compositor y fue dirigida por Charles Vidor, siendo sustituido a mitad de rodaje por George Cukor tras la muerte del primero. El actor Dirk Bogarde encarnaba el papel de Liszt. La vida de Liszt fue el argumento de una película una vez más en el año 1975 de la mano del director inglés Ken Russell. La película se llamó Lisztomania y contó con las actuaciones de Roger Daltrey en el papel del compositor húngaro y de Paul Nicholas como Richard Wagner.
Además, sus composiciones han sido usadas como parte de la banda sonora de más de 170 películas, entre las que se incluyen Eyes Wide Shut, última película de Stanley Kubrick, en la que suena Nuages gris; Hannibal, el origen del mal, dirigida por Peter Webber y en la que se interpreta la transcripción para piano que realizó Liszt sobre el Preludio y fuga en la menor, BWV 543 de Bach; en Fame, dirigida por Kevin Tancharoen, el Concierto para piano n.º 1 forma parte de su banda sonora. La Rapsodia húngara n.º 2 se utiliza en varias películas, por ejemplo se puede oír en The Majestic, de Frank Darabont; en ¿Quién engañó a Roger Rabbit?, de Robert Zemeckis; y en el cortometraje animado de la serie Tom y Jerry The Cat Concerto, que ganó el Óscar al mejor cortometraje animado de 1946. El Liebestraum n.º 3 también es una obra muy utilizada y se puede oír en Tomcats, de Gregory Poirier, y en All About Eve, de Joseph L. Mankiewicz, en la película Si Yo Fuera Diputado con Mario Moreno "Cantinflas" de Miguel M. Delgado.
Sus obras también han sido utilizadas en algunos episodios de series de televisión, como el episodio Debate Camp  de The West Wing, donde se puede oír Gaudeamus Igitur. En dos episodios de Animaniacs aparece la Rapsodia húngara n.º 2, obra que también se oye en siete episodios de Tiny Toon Adventures y el poema sinfónico Los preludios se oye en otro más de esta serie de dibujos animados.

### Lisztomanía
La Lisztomanía, también conocida como fiebre Liszt, es un término empleado para describir el frenesí de los seguidores dirigido hacia el pianista húngaro durante sus actuaciones en el siglo XIX. Este frenesí tuvo lugar por primera vez en Berlín en 1841 y fue acuñado posteriormente por Heinrich Heine en un folletín el 25 de abril de 1844, analizando la temporada de conciertos de dicho año en París. La Lisztomanía se caracterizó por los niveles intensos de histeria demostrados por los seguidores, al grado de arrancar las cuerdas del piano al finalizar el concierto.

## Liszt y Wagner

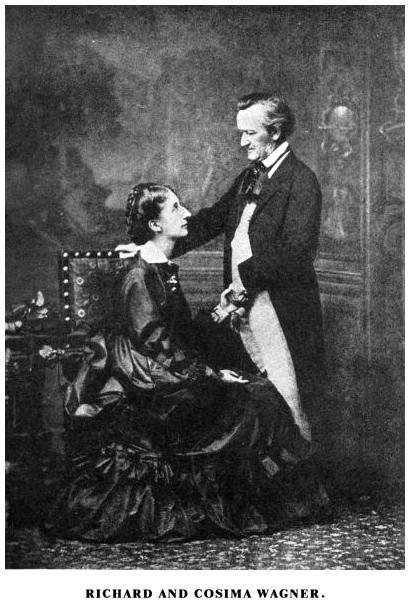
Richard Wagner y Cósima Liszt en 1872.

Franz Liszt apoyó la carrera del joven Richard Wagner y fue su máximo promotor. Se conocieron en 1840 en París, cuando Liszt ya era un pianista muy conocido en toda Europa. El compositor húngaro lo acogió en su residencia de Weimar tras los sucesos del levantamiento de Dresde y la posterior persecución a la que se vio sometido Wagner y organizó su escapada a Suiza, corriendo con los gastos de establecerse en Zúrich. Durante el periodo en el que Wagner estuvo en el exilio, Liszt se encargó de estrenar en 1849 en el teatro de Weimar Tannhäuser y en 1850 el propio Liszt dirigió el estreno de Lohengrin. También le envió dinero de manera regular, le dio consejos, contribuyó a la propagación de sus ideas en ensayos, principalmente transcribiendo para piano y publicando obras de Wagner. Fueron los años en los que su amistad fue más fuerte. Liszt escribió: «La obra de Wagner va a dominar nuestro siglo, como manifestación más monumental del arte contemporáneo. Es fulminante, maravillosa y solemne. Su genio para mí era un foco luminoso que seguir».
Por su parte, Wagner inició una relación extramatrimonial con su hija Cósima Liszt (antes casada con el director de orquesta Hans von Bülow, uno de los alumnos favoritos de Liszt) en 1865 y se casaron 1870 en medio de un escándalo y que provocó el distanciamiento entre ambos compositores, unido a sus diferencias políticas. Tenían cuatro hijos, dos de los cuales fueron producto de la relación extramarital con el compositor. Luego Cósima dio a luz a Siegfried Wagner. Solo en 1872 hicieron las paces.
Tras recobrar su amistad, Liszt intentó apoyar la construcción del Festspielhaus de Bayreuth y el Festival, a través de su fama y contactos y realizando donaciones. También contribuyó en la búsqueda de patrocinadores y actuó como pianista, algo poco habitual en aquella época. Motivados por ello, actuaron juntos por segunda vez en sus vidas en un concierto en Budapest que tuvo lugar el 10 de marzo de 1875.
Al final de sus vidas eran frecuentes sus encuentros, ya que Liszt solía visitar a su familia durante sus estancias en Bayreuth y Venecia, aunque las reacciones de Wagner hacia su suegro eran dispares, ya que podía llegar a pedirle que fuera a vivir con ellos y le mostraba su gratitud y amor mediante abrazos, si estaba de buen humor, o mostraba celos con su esposa cuando el padre de esta pasaba demasiado tiempo con ellos. También le molestaba el modo de vida tan distinto al suyo que Liszt llevaba, marcado principalmente por el catolicismo. En 1883, conmocionado ante la muerte de su yerno, Liszt escribió La góndola lúgubre n.º 1 y 2, R.W. Venezia, y A la tumba de Richard Wagner.
Liszt murió el 31 de julio de 1886 en Bayreuth mientras se celebraba el Festival dedicado a la obra de Wagner. Seis días antes, estando ya muy enfermo, había encontrado fuerzas para asistir a la representación de Tristán e Isolda e incluso circuló por Bayreuth el rumor (totalmente infundado, según Walker) de que la última palabra de Liszt antes de expirar había sido «Tristán». Tal rumor apareció recogido en la prensa internacional de la época.